# Flughafen Zürich

i7
i11
i13
Der Flughafen Zürich (früher Flughafen Zürich-Kloten, IATA-Code: ZRH, ICAO-Code: LSZH) ist der grösste Flughafen der Schweiz. Er wird durch die börsennotierte Flughafen Zürich AG betrieben.
2023 erhielt der Flughafen zum 20. Mal in Folge (seit 2004) den World Travel Award in der Kategorie «führender Flughafen Europas». Auch vom Skytrax-Award wird der Flughafen Zürich jährlich von Millionen von Reisenden zu den 10 besten Flughäfen der Welt gezählt, 2017 als erster in der Kategorie „20–30 Mio. Passagiere“.
Der Flughafen liegt 13 Kilometer nördlich des Zentrums der Stadt Zürich auf dem Gemeindegebiet von Kloten. Das Flughafenareal erstreckt sich darüber hinaus auf die Gemeinden Opfikon, Rümlang, Oberglatt und Winkel. Der 1948 eröffnete Flughafen dient als Drehkreuz mehrerer Fluggesellschaften und ist der Heimatflughafen für Swiss, Edelweiss Air, Chair Airlines und Helvetic Airways. Der Sitz der Schweizerischen Rettungsflugwacht (Rega) befindet sich ebenfalls am Flughafen Zürich. Zusammen mit den Flughäfen Genf und Basel gehört er zu den drei sogenannten Landesflughäfen der Schweiz.

## Allgemeines

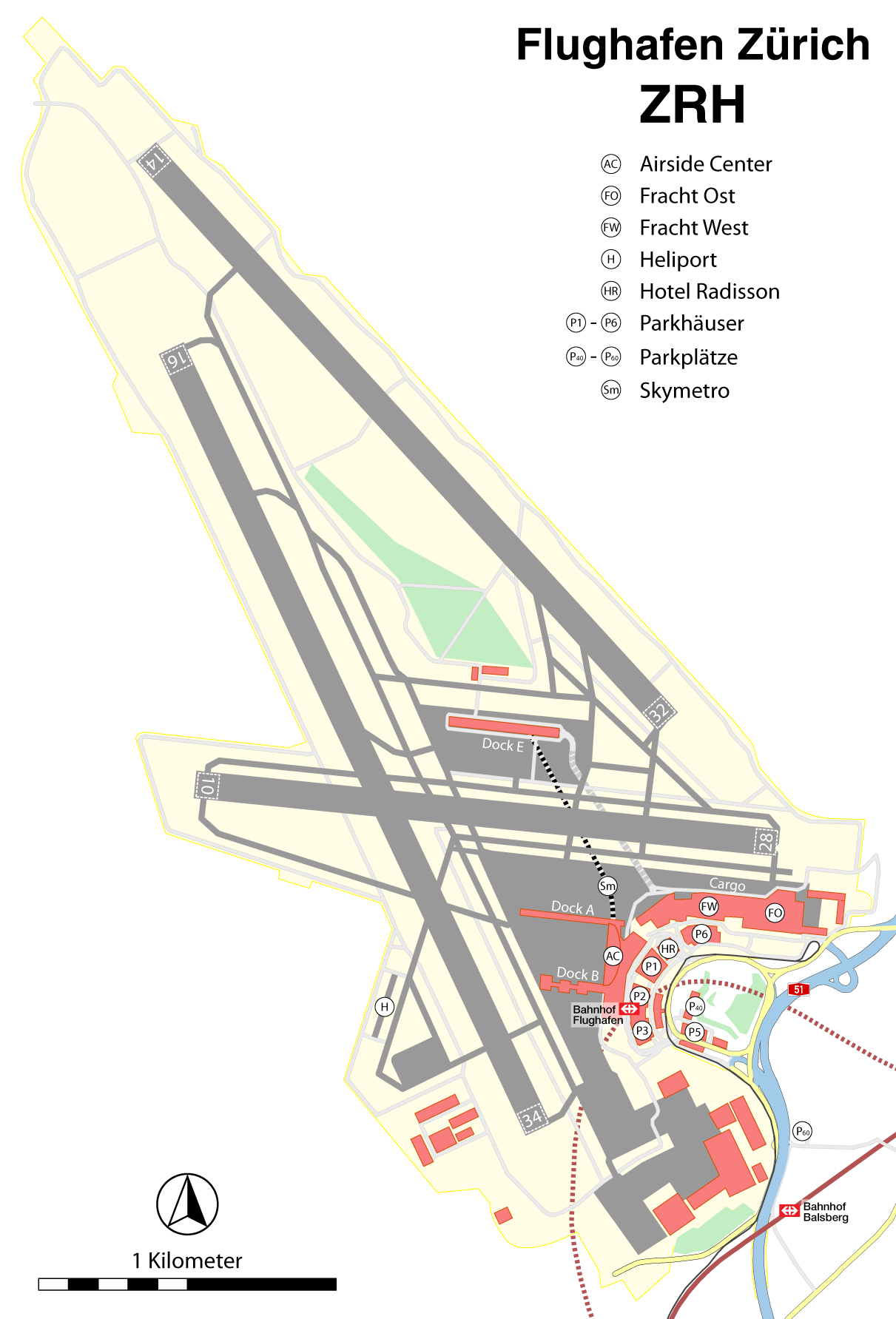
Lageplan des Flughafens Zürich

Das Pistensystem des Flughafens Zürich besteht aus drei Start- und Landebahnen: 16/34 mit 3700 m Länge, 14/32 mit 3300 m Länge und 10/28 mit 2500 m Länge. Der Flughafen verfügt über die drei Docks A, B und E.
Das Fingerdock B war das älteste Dock mit Fluggastbrücken und wurde mit der Eröffnung von Dock E im Herbst 2003 als Reaktion auf die sinkenden Passagierzahlen vorläufig stillgelegt. Von August 2005 bis Sommer 2008 diente es als sogenanntes Eventdock, welches für Anlässe gemietet werden konnte. Ab Herbst 2008 wurde das bestehende Dock B komplett zurückgebaut und bis Ende 2011 durch einen Neubau an derselben Stelle ersetzt.
Das Dock E liegt zwischen den Pisten 10/28, 16/34 und 14/32. Es ist durch die Luftkissenbahn Skymetro, einen Strassentunnel sowie durch unterirdische Gepäckförderbänder erschlossen. Passagierdrehscheibe und neues Wahrzeichen des Flughafens Zürich ist das Airside Center zwischen Dock A und Dock B. In dessen Untergeschoss befindet sich die Station der Skymetro zum Dock E. Seit Inbetriebnahme des Airside Centers ist der Flughafen Zürich ein «One Terminal»-Flughafen, bei dem ein Passagier an jedem beliebigen Ort durch die Passkontrollen gehen kann und trotzdem an sein Gate beziehungsweise an das richtige Gepäckförderband gelangt.
Die Flugbetriebszeiten erlauben Starts und Landungen zwischen sechs Uhr morgens und 23 Uhr. Nicht zur offiziellen, also planbaren Betriebszeit gehört eine weitere halbe Stunde (bis halb zwölf in der Nacht), innert welcher es der Betreibergesellschaft ohne einzuholende Bewilligung erlaubt ist, Verspätungen abzubauen, im Juli 2023 betrafen dies beispielsweise 547 Starts und Landungen. Weitere Ausnahmen erfordern Bewilligungen, welche erteilt werden bei besonderen Umständen wie medizinischen Notfällen, aber auch aufgrund erhöhten Aufwandes für Enteisung, so starteten Anfang Dezember 2023 die letzten sechs Flugzeuge nach 00:30h und bis 01:27h morgens.
2022 zählte der Zürcher Flughafen rund 22,6 Millionen Passagiere und 217'000 Flugbewegungen. Das Frachtvolumen betrug 422'000 Tonnen.

## Verkehrsanbindung
Der Flughafen ist über eine Anschlussstelle der Autobahn A51, die Hauptstrasse 4 sowie verschiedene Flughafentangenten zu erreichen.
Seit Eröffnung der Flughafenstrecke im Jahr 1980 verkehren alle Fernverkehrszüge zwischen Zürich und Winterthur durch den unterirdischen Bahnhof Zürich Flughafen. Dadurch sind direkte Zugreisen ohne Umsteigen in der Längsachse der Schweiz zwischen Genf oder Bern bis St. Gallen oder Romanshorn möglich. Zudem wird der Bahnhof von den Linien S2, S16 und S24 der S-Bahn Zürich bedient. Die Fahrzeiten zwischen Flughafen und Zürich HB betragen zwischen 10 und 12 Minuten.
Die Nahverkehrserschliessung erfolgt durch zahlreiche Regionalbuslinien sowie die auf der Glattalbahn verkehrenden Tramlinien 10 und 12.

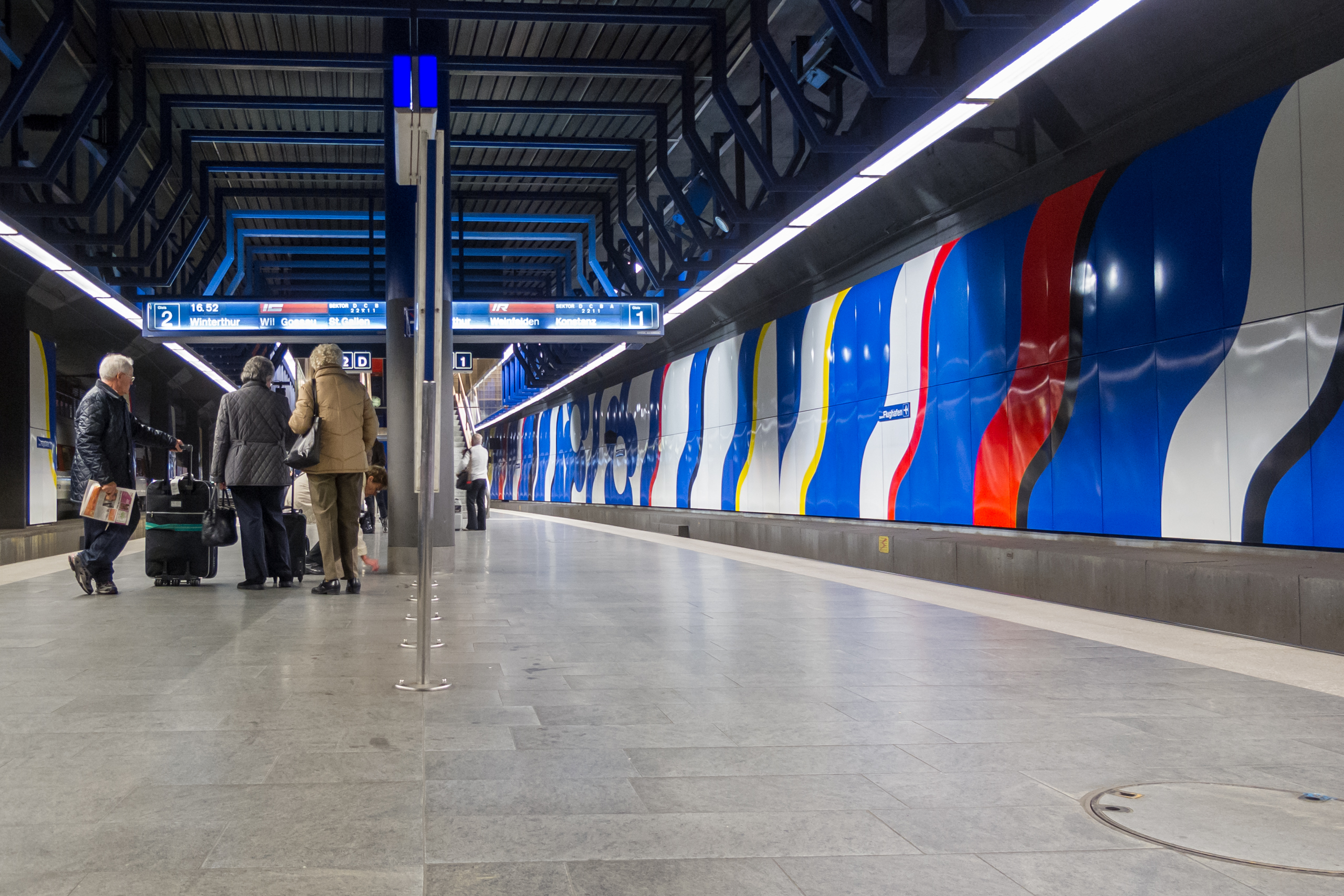
Unterirdischer Bahnhof mit 4 Gleisen, hier: Gleise 1 und 2
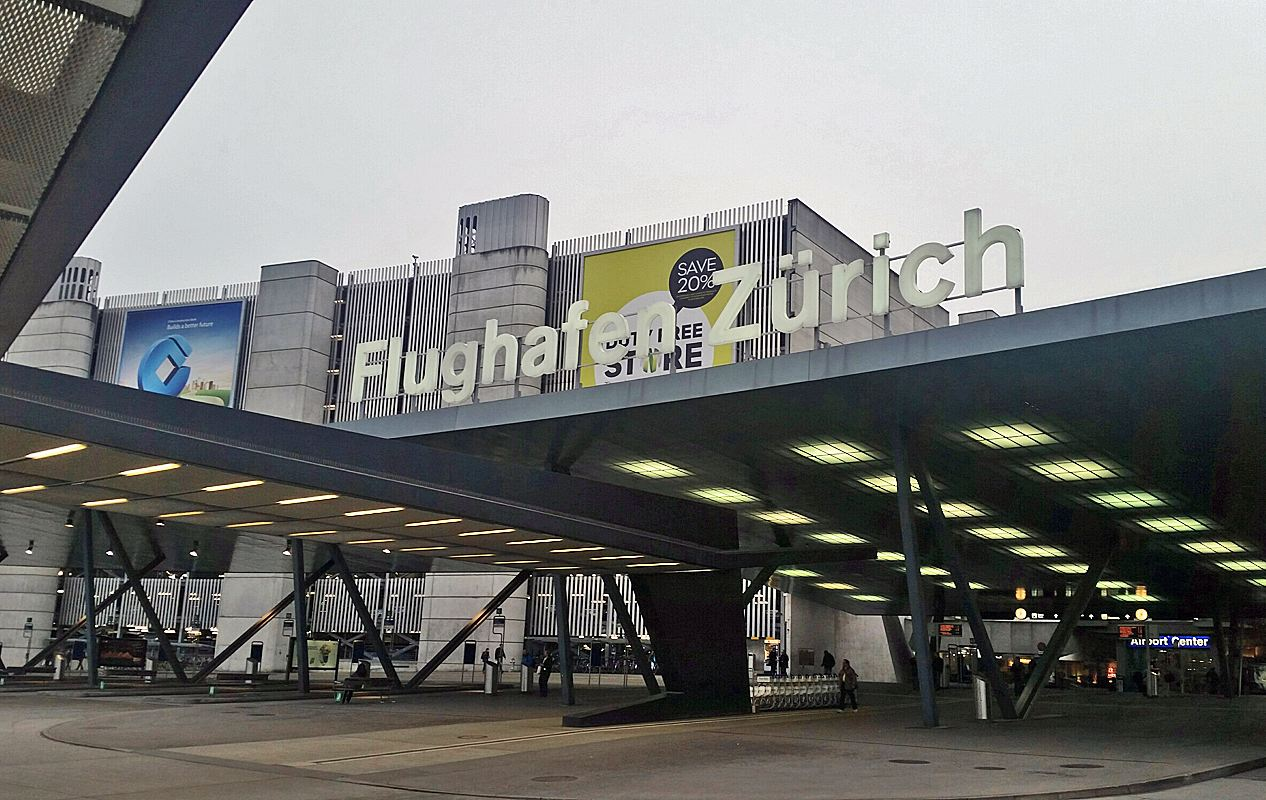
Der Eingang zum Airport Center beim Busbahnhof
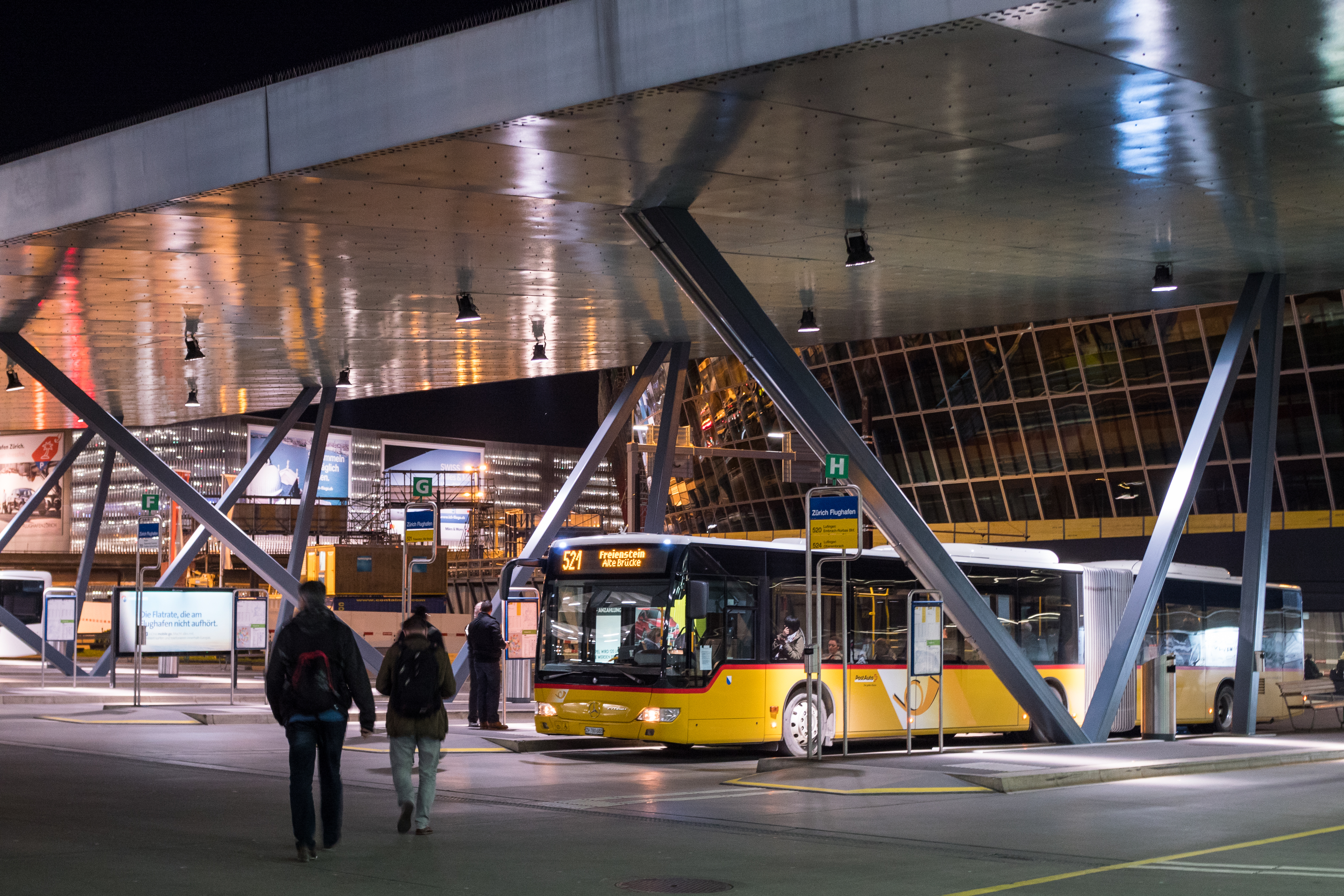
Bus-/Trambahnhof Zürich-Flughafen mit Postauto

## Geschichte

### Vorgeschichte und Projektierung
Im Raum Zürich entwickelte sich ab 1909 auf dem Flugplatz Dübendorf, nordöstlich der Stadt, ein gemischter ziviler und militärischer Flugbetrieb. Der Flugplatz war ab 1919 Heimat der Swissair-Vorgängerin Ad Astra Aero, wie auch ab 1932 der Swissair selber. 1939 musste der zivile Luftverkehr bei Ausbruch des Zweiten Weltkriegs aus militärstrategischen Überlegungen eingestellt werden. Zwar durfte die Swissair im September 1940 den Linienflugbetrieb wieder aufnehmen, doch blieb dieser während des Krieges im bescheidenen Rahmen. Im März gab der Regierungsrat des Kantons Zürich eine Studie in Auftrag, die mögliche Standorte für den Bau eines Grossflughafens prüfen sollte. Eine Arbeitsgemeinschaft von Ingenieuren und Architekten unter der Leitung des Unternehmens Locher & Cie sprach sich in ihrem Bericht gegen zuvor diskutierte Ausbauvarianten auf dem Flugplatz Dübendorf aus und empfahl stattdessen den Bau eines getrennten Zivilflugplatzes im teilweise bewaldeten Moorgebiet des Waffenplatzes Kloten-Bülach. Das Eidgenössische Militärdepartement erklärte sich im August 1943 grundsätzlich dazu bereit, den Waffenplatz «im höheren Landesinteresse» aufzugeben.
Locher & Cie legte dem Regierungsrat am 31. Dezember 1943 das «Projekt I» vor. Geplant waren vier Hartbelagpisten und zusammen mit den Hochbauten eine benötigte Fläche von 472 Hektaren. Ohne Landerwerb hätte das Projekt 87 Millionen Franken gekostet. Der Regierungsrat befand die Kosten als zu hoch und ordnete eine Überarbeitung an. Das «Projekt II» vom 29. April 1944 sah noch eine Fläche von 290 Hektaren und Kosten von 65 Millionen Franken vor, doch der Regierungsrat forderte eine weitere Verkleinerung. Für das «Projekt III» vom 31. Juli 1944 waren 54,4 Millionen Franken und 215 Hektaren erforderlich. Das Projekt genügte dennoch den Anforderungen eines Interkontinentalflughafens. Der Regierungsrat genehmigte es formell und reichte es beim Bundesrat ein. Er betonte dabei ausdrücklich, dass das Zürcher Projekt dem ebenfalls geplanten (und letztlich gescheiterten) Schweizerischen Zentralflughafen Utzenstorf in der Nähe von Bern «weit überlegen» sei.
Der zuständige Bundesrat Enrico Celio sprach sich im Dezember 1944 in einem Schreiben an seine Amtskollegen explizit für Zürich-Kloten aus, einen Monat später ebenso die Regierungen der Ost- und Zentralschweizer Kantone sowie des Tessins. Nationalrat und Ständerat folgten dieser Auffassung und stimmten am 22. Juni 1945 dem «Bundesbeschluss über den Ausbau der Zivilflugplätze» zu. Basel, Bern und Genf sollten kleinere Kontinentalflugplätze erhalten und mit einer Kostenbeteiligung von 30 Prozent unterstützt werden. Das Zürcher Projekt erhielt den Status eines Interkontinentalflughafens und den höchstmöglichen Subventionssatz von 35 Prozent zugesprochen. Faktisch war aber Genf-Cointrin 1946 der erste Schweizer Interkontinentalflughafen, da die Genfer Kantonsregierung während des Krieges vollendete Tatsachen geschaffen hatte, ohne auf Beiträge des Bundes zu warten.
Nach Kriegsende war in Kloten kein provisorischer Flugplatz vorgesehen, sondern sogleich ein voll ausgebauter Flughafen. Aus diesem Grund wurde der Flugplatz Dübendorf für die Übergangszeit erweitert, wobei man auf Stahlplatten aus Beständen der US-Streitkräfte zurückgreifen konnte. Der Zürcher Regierungsrat genehmigte im Mai 1945 das überarbeitete «Projekt IV», das auf den Ende 1944 erstmals festgelegten ICAO-Normen basierte. Ende Dezember 1945 war der Verkauf des Flugplatzareals abgeschlossen: Das Militärdepartement verkaufte dem Kanton Zürich 655 Hektaren des Waffenplatzes für rund 10 Millionen Franken und verlangte keinen Realersatz, wofür der Kanton im Gegenzug ersatzlos auf die bestehenden Anlagen des Zivilflugplatzes Dübendorf im Wert von 4,5 Millionen Franken verzichtete.

### Erste Bauetappe: Tiefbauten
Am 25. Februar 1946 genehmigte der Zürcher Kantonsrat einen Baukredit von 36,8 Millionen Franken. Die kantonale Volksabstimmung vom 5. Mai 1946 ergab eine deutliche Zustimmung mit 105'705 zu 29'372 Stimmen. «Projekt IV» gelangte nie zur Ausführung, da es durch Anpassungen an die damals in rascher Folge ändernden ICAO-Normen weiterentwickelt wurde. Statt vier Pisten waren im neuen «Projekt V» vom 20. Mai 1946 nur noch drei vorgesehen. Mit dem «Projekt VI» vom 9. Oktober 1946 vergrösserte man die Dimensionen aller drei Pisten. Verwirklicht wurde schliesslich das leicht angepasste «Projekt VII» vom 20. Dezember 1947. Innerhalb von drei Jahren hatte sich der Entwurf auf dem Reissbrett komplett geändert, von einem reinen Rasenflugplatz mit Vierpistensystem ohne Rollwege zu einem Pistenflugplatz mit Dreipistensystem und befestigten Rollwegen. Durch die etappierte Ausführung war man in der Lage, auf Änderungen zu reagieren, ohne einen kompletten Baustopp verhängen zu müssen.
Die eigentlichen Bauarbeiten begannen am 5. Mai 1946 mit der Verlegung des Altbachs. In der Schweizer Aero Revue vom April 1946 waren die Profile der zu bauenden Pisten abgebildet; für die Blindlandepiste wurde eine Breite von 60 Metern angegeben, für die "Sichtpisten" 45 Meter. Als erste Piste konnte am 14. Juni 1948 die 1900 m lange Westpiste 10/28 in Betrieb genommen werden, auf der als erste Maschine eine Douglas DC-4 der Swissair nach London abhob. Regierungsrat Jakob Kägi hielt, im Namen des Kantons als Flugplatzeigentümer, eine Ansprache zur Einweihung der neuen Piste und der Aufnahme des provisorischen Flugbetriebs. Bereits am 17. November 1948 erfolgte die Inbetriebnahme der 2600 m langen Blindlandepiste 16/34 (Piste mit Instrumentenlandesystem), zu welcher der siebenköpfige Regierungsrat vollzählig erschien. Im Beisein geladener Gäste aus Politik und Medien sowie Vertretern der Bauunternehmen und Fluggesellschaften wurde der neue Flugplatz eingeweiht, womit der Umzug des gesamten zivilen Flugbetriebs von Dübendorf nach Kloten bereits vollzogen war und der Vollbetrieb auf dem neuen Zürcher Flugplatz aufgenommen werden konnte.
Geringe Bedeutung hatte die 1535 m lange Bisenpiste 02/20, die zum Dreipistensystem von 1948 gehörte. Aufgrund der damals geltenden Seitenwindnormen wurde die gegen die Bise ausgerichtete Piste projektiert, um die Allwettertauglichkeit des Flughafens zu gewährleisten. Die ICAO erhöhte in folgenden Revisionen ihrer Normen die Seitenwind-Toleranzen für Flugzeuge allerdings so weit, dass die Piste bereits nach gut zehn Jahren ausser Betrieb gesetzt wurde.

### Erste Bauetappe: Hochbauten
Den Charakter eines Provisoriums unterstützte – trotz Vollbetrieb – das Fehlen von Hochbauten, insbesondere des seit 1946 projektierten «Flughofs». Stattdessen stand östlich des reservierten Bauplatzes ein wachsendes «Barackendorf». Der Kanton lagerte Entwicklung, Erstellung und Betrieb der Hochbauten am 27. Oktober 1948 in die neu gegründete Flughafen-Immobilien-Gesellschaft (FIG) aus, eine gemischtwirtschaftliche Aktiengesellschaft, an der die öffentliche Hand zur Hälfte beteiligt war (Kanton Zürich 22,5 %, Stadt Zürich 18 %, Zürcher Kantonalbank 5 %, Stadt Winterthur 3,6 % und Gemeinde Kloten 0,9 %). Die FIG übernahm begonnene Projekte und konnte so der Swissair bereits im Spätherbst 1948 die fertiggestellte Werft I zur Nutzung übergeben, gefolgt von Büros für die technischen Abteilungen der Swissair, womit diese Dübendorf bis Ende April 1949 endgültig verlassen konnten. Weitere Werkstätten, der markante Bogenhangar und die Heizzentrale I für die Wärmeversorgung wurden bis Ende 1949 fertiggestellt.
Basierend auf dem «Projekt V» war der Flughof bereits Mitte 1946 als konvexes Gebäude am Flughafenkopf festgelegt worden. In den folgenden vier Jahren wurden insgesamt 24 baureife Ausführungsprojekte für den Flughof erstellt, ehe die FIG im November 1950 den Bau des Flughofs nach Plänen von Alfred und Heinrich Oeschger in Auftrag gab. Anfang 1951 begannen die Pfählungsarbeiten für den Flughof, die Bauarbeiten dauerten rund zwei Jahre. Mit der Inbetriebnahme am 9. April 1953 konnte das Barackendorf aufgegeben werden. Der Neubau bestand aus einem zentralen Passagiertrakt, flankiert von einem Restaurant- und einem Bürotrakt. Hinzu kam eine 200 m lange Zuschauerterrasse.
Fünf Jahre nach Einweihung des Flugplatzes nahm man die Inbetriebnahme des Flughofs als Anlass für eine weitere Eröffnungsfeier. Die dreitägige Feier vom 29. bis 31. August 1953 richtete sich insbesondere an die Bevölkerung. Die Swissair und weitere Fluggesellschaften präsentierten ihre Flugzeuge oder boten Sonderflüge an. Den Höhepunkt des Festes bildete die grosse Flugschau am 31. August, welche die Besucherzahlen der anderen beiden Tage deutlich übertraf. Mehrere zehntausend Besucher wohnten den Darbietungen bei und nahmen hierfür die Terrassen des Flughofs, den Flugsteig, die Wiese zwischen Flugsteig und Westpiste oder den Holberg in Beschlag.

### Erste Betriebsjahre

Zunächst musste das fertiggestellte Vorfeld ohne Empfangsgebäude auskommen

Die Luftseite des neu erstellten Abfertigungsgebäudes. Die damaligen Fensterfronten des Publikumsbereichs liegen heute hinter dem Airside Center.

Nicht unerwartet wurden die Baukosten deutlich überschritten. Es wurden mehrere Meter Hochmoor abgetragen und mit Material vom Holberg aufgeschüttet; auch die Betonfläche hatte von zwischenzeitlich projektierten 420'000 m² auf gut 611'000 m² zugenommen. Hinzu kam das Absuchen des ehemaligen Waffenplatzgeländes nach Blindgängern, von denen insgesamt 157 Stück zum Vorschein kamen. Die 1946 auf 59,5 Millionen Franken veranschlagten Kosten für «Projekt IV» hatten sich bis zur Fertigstellung der Tiefbauten gemäss «Projekt VII» im Juli 1949 auf 106 Millionen Franken erhöht. Beide Kammern der Bundesversammlung schlossen die politische Aufarbeitung mit dem «Bundesbeschluss über die Leistung zusätzlicher Bundesbeiträge an den Bau des Flughafens Zürich-Kloten» vom 29. September 1949 ab. Der Bund beteiligte sich mit 27,1 Millionen Franken und verdoppelte den Beitrag an die Flugsicherungseinrichtungen. Der Zürcher Kantonsrat seinerseits sprach am 13. Februar 1950 einen Nachtragskredit. Diesen nahmen die Stimmbürger am 7. Mai 1950 mit 73'551 zu 59'088 Stimmen an (Ja-Anteil von 55,45 %).
Die Investitionen in die Infrastruktur des Flughafens hielten unvermindert an. Am 7. Dezember 1953 wurde zusätzlich zum Instrumentenlandesystem (ILS CAT I) für Anflüge auf Piste 16 ein Präzisionsanflugradar (PAR) in Betrieb genommen. Die Motorenwerkstätte im Werftareal wurde am 1. Mai 1954 der Swissair zur Nutzung übergeben. Die vom Bund mit der Flugsicherung am Flughafen beauftragte Radio Schweiz AG nahm am 6. Dezember 1954 ihr erstes Rundsicht-Radar auf dem Klotener Holberg in Betrieb. Das Passagieraufkommen am Flughafen stieg ab 1952 spürbar mit der Einführung der Touristenklasse auf Langstreckenflügen. Das Jet-Zeitalter kündigte sich erst zögerlich an, da ab 1953 eine Unfallserie des weltweit ersten Strahlverkehrsflugzeugs, der De Havilland DH.106 «Comet», zu starken Vorbehalten bei den Fluggesellschaften führte. Der Entscheid der Swissair, zwei Exemplare der Douglas DC-8-32 zu beschaffen, nachdem die DC-8-Familie Mitte 1955 angekündigt worden war, hatte Signalwirkung – bereits auf absehbare Zeit drängte sich der Ausbau des Pistensystems zur ICAO-Klasse A1 auf. Die Organisation des Flughafens wurde am 1. Januar 1956 neu zusammengesetzt, die Abteilung «Luftfahrt» der kantonalen Baudirektion – die Infrastruktureigentümerin – und die Flughafenverwaltung wurden im neuen kantonalen «Amt für Luftverkehr» (AfL) zusammengeführt.

### Zweite Bauetappe

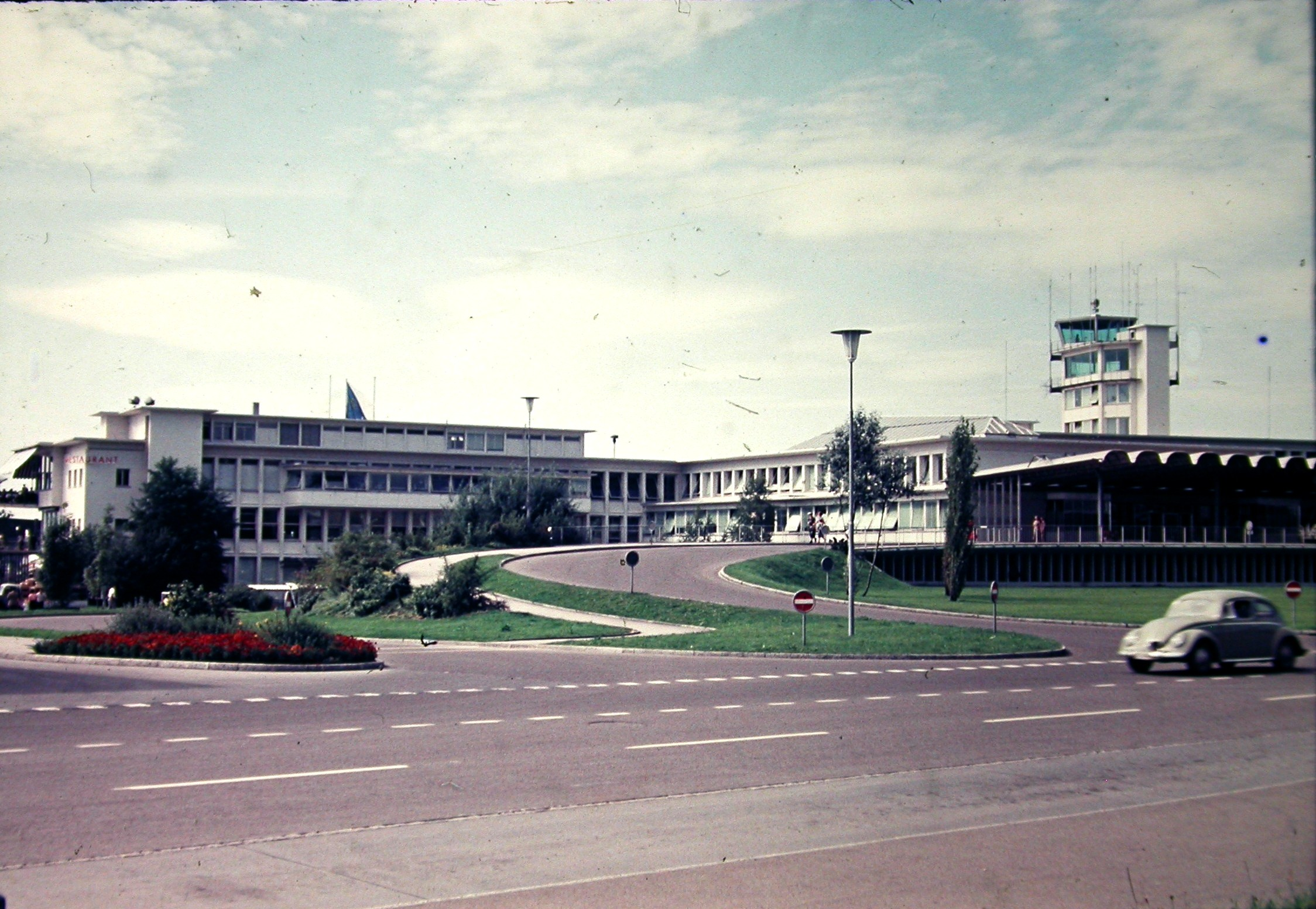
Die Flughafengebäude 1956 von der Landseite her.

1954 erhielt Locher & Cie den Auftrag, verschiedene Projektvarianten im Hinblick auf die zweite Bauetappe zu entwerfen. Im März 1956 reichte der Kanton beim Bundesrat ein Ausbauprojekt ein. Dieses sah neben zwingenden Pistenausbauten für das beginnende «Jet-Zeitalter» auch den Ausbau der inzwischen übernutzten Publikumsanlagen vor, die bereits von diversen Provisorien beherrscht wurden; zwei Fingerdocks sollten die Situation entschärfen. Am 12. Oktober 1956 empfahl der Bundesrat dem Parlament die Annahme der Vorlage. Der Ständerat stimmte am 19. Dezember 1956 der Bundesbeteiligung von 54,8 Millionen Franken zu (bei Gesamtkosten von 181,8 Millionen Franken), der Nationalrat folgte am 7. März 1957. Ausstehend war noch der Beitrag des Kantons Zürich in der Höhe von 74,3 Millionen Franken, den Rest sollten FIG und Swissair aufbringen. Das konkrete Ausbauprojekt sah unter anderem die Verlängerung der Blindlandepiste auf 4000 m und der Westpiste auf 3150 m sowie den Ausbau der Hochbauten vor. Die Gegner bezeichneten den «Superflughafen Kloten» als «Luxus» und kritisierten, der Kanton habe «jedes Mass verloren». Ein seitens der Planer bisher völlig vernachlässigtes Thema war ausserdem die Fluglärmproblematik. Bei einer hohen Stimmbeteiligung von 72,3 % scheiterte das Ausbauprojekt in der kantonalen Volksabstimmung vom 23. Juni 1957 mit 97'603 zu 83'196 Stimmen (Nein-Anteil von 54,0 %).

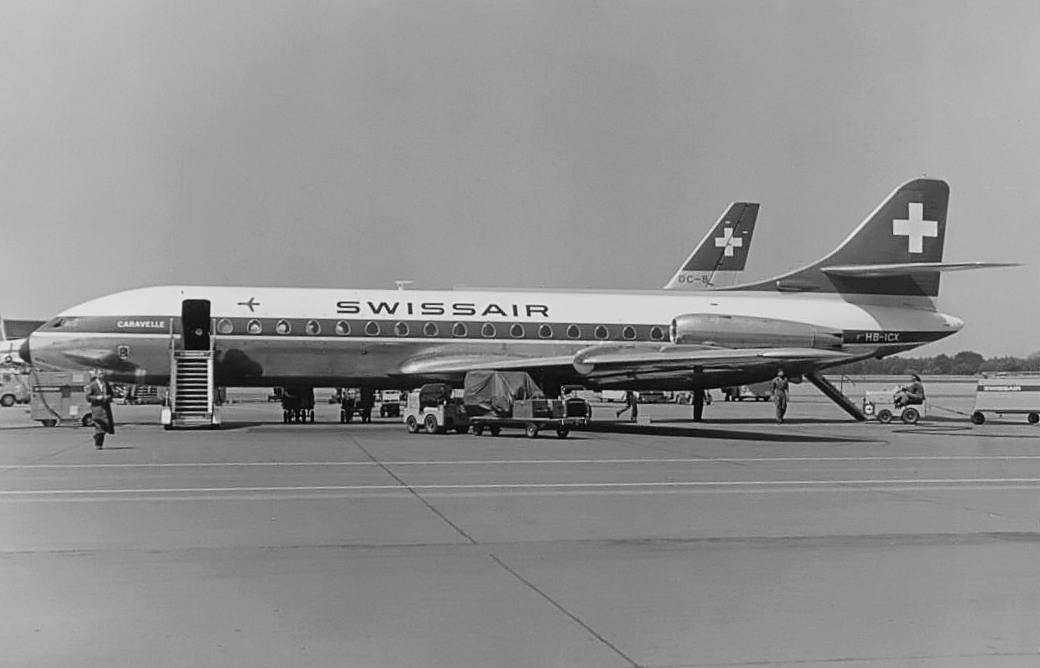
Caravelle der Swissair 1961

Nur vier Tage später gab der Zürcher Regierungsrat ein redimensioniertes Ausbauprojekt in Auftrag. Die Blindlandepiste sollte nur noch 3700 m lang sein, die Westpiste 2500 m; auf den Bau der Fingerdocks wurde verzichtet. Somit betrug der zu genehmigende Anteil des Kantons noch 49,1 Millionen Franken. Auch befasste sich die Regierung weitaus stärker mit dem Fluglärm. Am 6. Juli 1958 genehmigten die Stimmbürger das Projekt mit 107'050 zu 56'872 Stimmen (Ja-Anteil 65,3 %), bei einer Beteiligung von 65,6 %. Aus Zeitdruck – die Landung der ersten Düsenflugzeuge war im folgenden Jahr geplant – begannen die Bauarbeiten, ohne die Genehmigung der Bundesbeiträge abzuwarten. National- und Ständerat gewährten im Dezember 1958 bzw. März 1959 einen Subventionsbeitrag in der Höhe von 55,6 Millionen Franken. Die BOAC nahm 1959 regelmässige Flugverbindungen mit der überarbeiteten «Comet IV» nach Zürich auf, während der Flughafen sich noch als Baustelle präsentierte.
Erste Hochbauten wurden 1960 fertiggestellt, der als formschön geltende Flughof verlor dabei seine symmetrische Erscheinung. Nach Osten, in Richtung des ehemaligen Barackendorfs, schlossen sich neu der Verbindungsbau mit Bürotrakt A1, der Bürotrakt B und das Flugsicherungsgebäude an. Etwas abgesetzt kam das Gebäude «Fracht West» zu liegen, das zugunsten weiterer Büroräume noch während des Baus kurzfristig aufgestockt worden war. Im Werftareal im Südwesten konnte die Heizzentrale II in Betrieb genommen und die auf Strahlflugzeuge ausgelegte Werft II der Swissair übergeben werden, zeitnah mit dem Eintreffen der Sud Aviation «Caravelle III» und der Douglas DC-8-32 im Mai 1960. Schliesslich erhielt im Sommer 1961 der für das Catering zuständige Borddienst der Swissair einen neuen Bau zwischen Flughafenkopf und Werftareal.
Für den Ausbau der Tiefbauten erwarb der Kanton Zürich weitere 135 Hektaren Land, die Bauarbeiten dauerten parallel zu jenen an den Hochbauten bis Anfang 1961. Die Vorfeldflächen wurden insbesondere am Flughafenkopf und im Werftareal vergrössert; ebenso erweiterte man den Flugsteig von 16 auf 28 Flugzeug-Stellplätze, zu deren Erschliessung man Vorfeldbusse beschaffte. Die Westpiste 10/28 wurde um 600 Meter nach Westen, in Richtung Rümlang, verlängert und am 1. Januar 1961 auf ihrer neuen Betriebslänge von 2500 m freigegeben. Die Verlängerung der Blindlandepiste 16/34 erfolgte um 400 m nach Süden in Richtung Opfikon und um 700 m nach Norden in Richtung Oberglatt. Auf ihrer neuen Betriebslänge von 3700 m wurde sie am 15. März 1961 freigegeben. Mit Abschluss der Arbeiten umfasste die Belagsfläche am Flughafen mittlerweile 1'013'000 m².

### Erweiterung des Flughofs

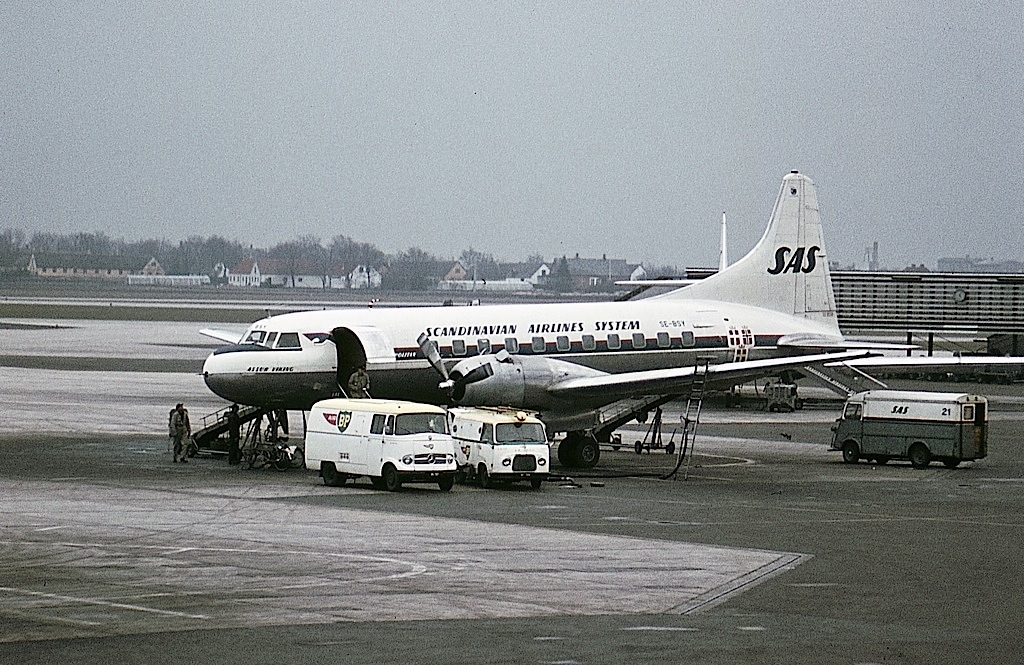
Convair CV-440 der SAS (1964)

Obwohl bis Ende 1961 praktisch sämtliche Hochbauten der zweiten Bauetappe fertiggestellt waren, befand sich der Ausbau des Abfertigungsgebäudes noch immer in der Projektierungsphase. Nachdem der Passagierterminal mit zwei Fingerdocks in der kantonalen Volksabstimmung gescheitert war, hatte die FIG bis 1958 ein neues Projekt ausgearbeitet. Dieses sah eine landseitig dem Flughof vorgelagerte zweigeschossige Querhalle vor, auf deren beiden Hauptgeschossen ankommende und abfliegende Passagiere funktional getrennt werden. Der Bund forderte aus Kostengründen eine erhebliche Redimensionierung, worauf es zu einem offen ausgetragenen Streit über die vorzuziehende Bauform entbrannte. Als der von den Medien als «Expertenkrieg» bezeichnete Konflikt zu eskalieren drohte, lud Bundespräsident Willy Spühler zu einer Konferenz am 9. Dezember 1963, an der Vertreter von Bund und Kanton teilnahmen.
Im Rahmen der Konferenz setzten sich die Flughafenplaner der FIG und der Kanton Zürich gegen den Bund durch. Konzessionen musste der Kanton lediglich bei den kommerziellen Teilen des Projekts wie z. B. dem Restauranttrakt machen. Die am 1. März 1965 vorgelegte Botschaft des Bundesrates beantragte eine Bundesbeteiligung von 23,1 Millionen Franken an den Gesamtkosten von 129,4 Millionen Franken. Davon waren 2,1 Millionen Franken für den Anschluss des Flughafens an das Nationalstrassennetz und für die Vorbereitung eines Anschlusses an die geplante (aber nie gebaute) U-Bahn Zürich vorgesehen. National- und Ständerat nahmen die Vorlage im Oktober 1965 an, so dass im folgenden Jahr die Bauarbeiten aufgenommen werden konnten. Die Autobahnschlaufe war ab 1968 in Betrieb. Schliesslich konnte mit der Eröffnung des letzten neuen Hallentrakts am 1. April 1971 die Erweiterung des Flughofs zum Abschluss gebracht werden. Zu diesem Zeitpunkt waren rund zehn Jahre seit dem Abschluss aller anderen Projekte der zweiten Bauetappe vergangen – und die Arbeiten an der dritten Bauetappe liefen bereits seit drei Monaten.

### Anschlag auf eine Boeing der El Al
Am 18. Februar 1969 beschossen vier Aktivisten der Volksfront zur Befreiung Palästinas (PFLP) mit Kalaschnikow-Sturmgewehren eine Boeing 720B der El Al. Der Schin-Bet-Angestellte Mordechai Rachamim feuerte mit seiner Pistole zurück und tötete den Terroristen Abdel Mohsen Hassan. Die drei übrigen Attentäter wurden zu je zwölf Jahren Freiheitsstrafe verurteilt. Mit dem Anschlag begann in der Schweiz eine Diskussion über die Flughafensicherheit, wie sie bis zu diesem Zeitpunkt nie aufgekommen war. Am 21. Februar 1970 explodierte in der Convair CV-990 der Swissair auf dem Flug SR330 (Zürich–Tel Aviv) eine Paketbombe. Beim Absturz nahe Würenlingen kamen alle 47 Menschen an Bord um. Ermittlungen ergaben, dass eine PFLP-Terrorgruppe den Bombenanschlag ausgeführt hatte. Das eigentliche Ziel war allerdings ein El-Al-Flug von München nach Tel Aviv gewesen, dessen Postsendungen aufgrund starker Verspätung der Swissair via Zürich mitgegeben worden waren. Die drei in der Schweiz verurteilten Terroristen und weitere im Ausland inhaftierte Mitstreiter wurden hingegen im September 1970 durch koordinierte Flugzeugentführungen der PFLP freigepresst. Betroffen waren die Flüge SR 100 (Zürich–New York), TW741 der TWA, PA93 der Pan Am und BA775 der BOAC.

### Dritte Bauetappe

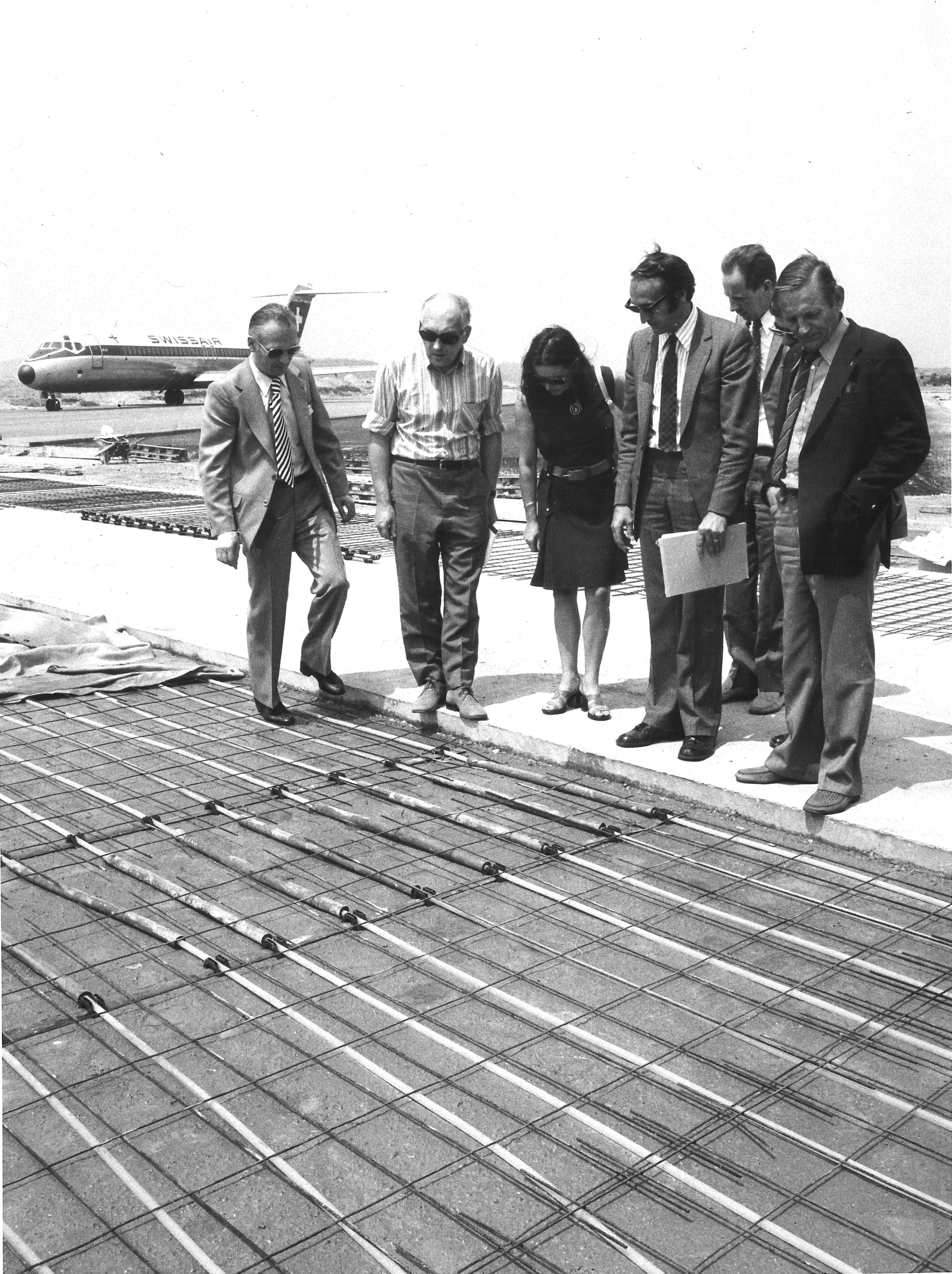
Einbau der Multibeton-Freiflächenheizung auf 2 × 16'000 m² auf dem Flughafen Zürich-Kloten 1972

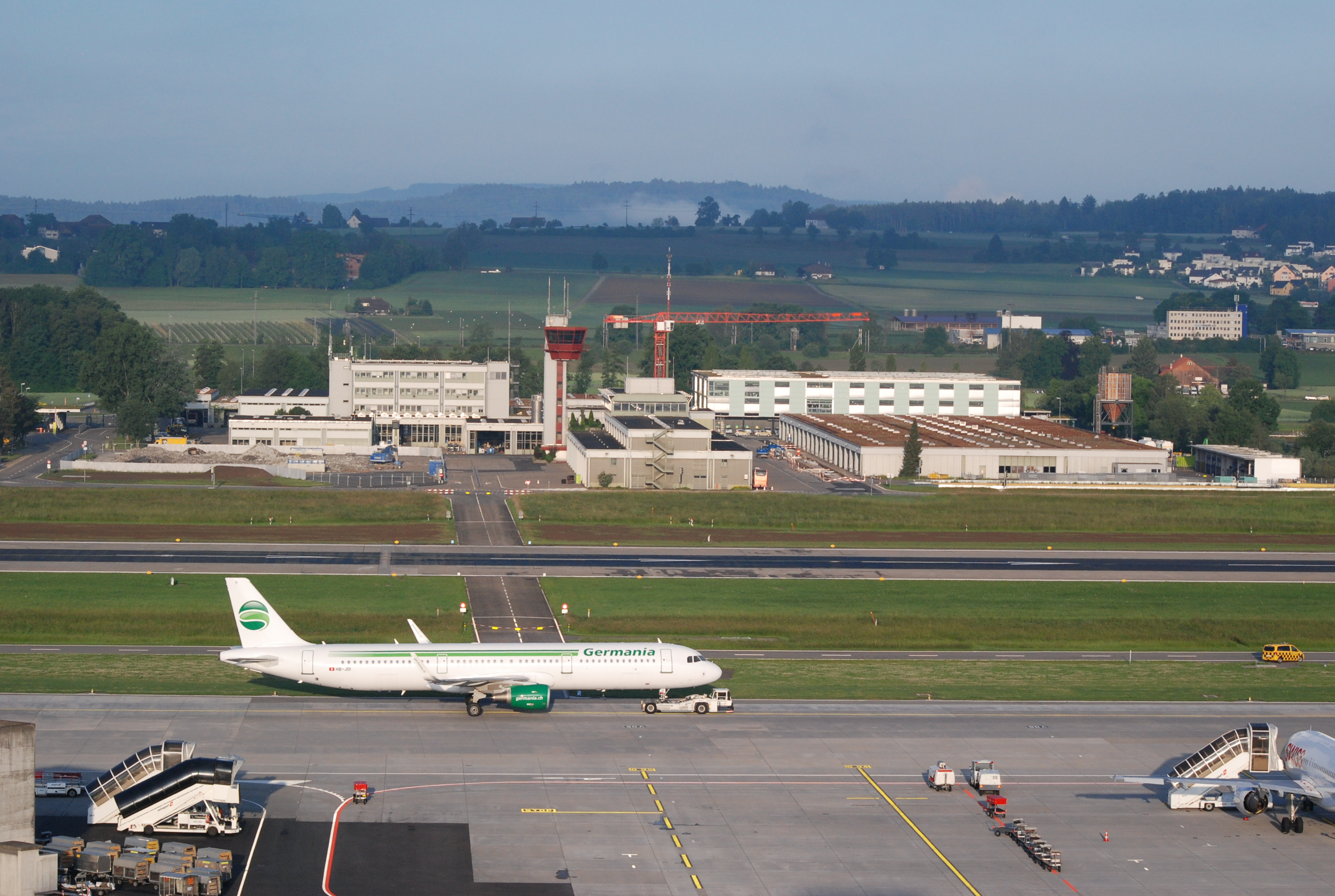
Der 1973 erstellte Werkhof mit dem Feuerwehrstützpunkt und den Hallen für die Unterhaltsdienste

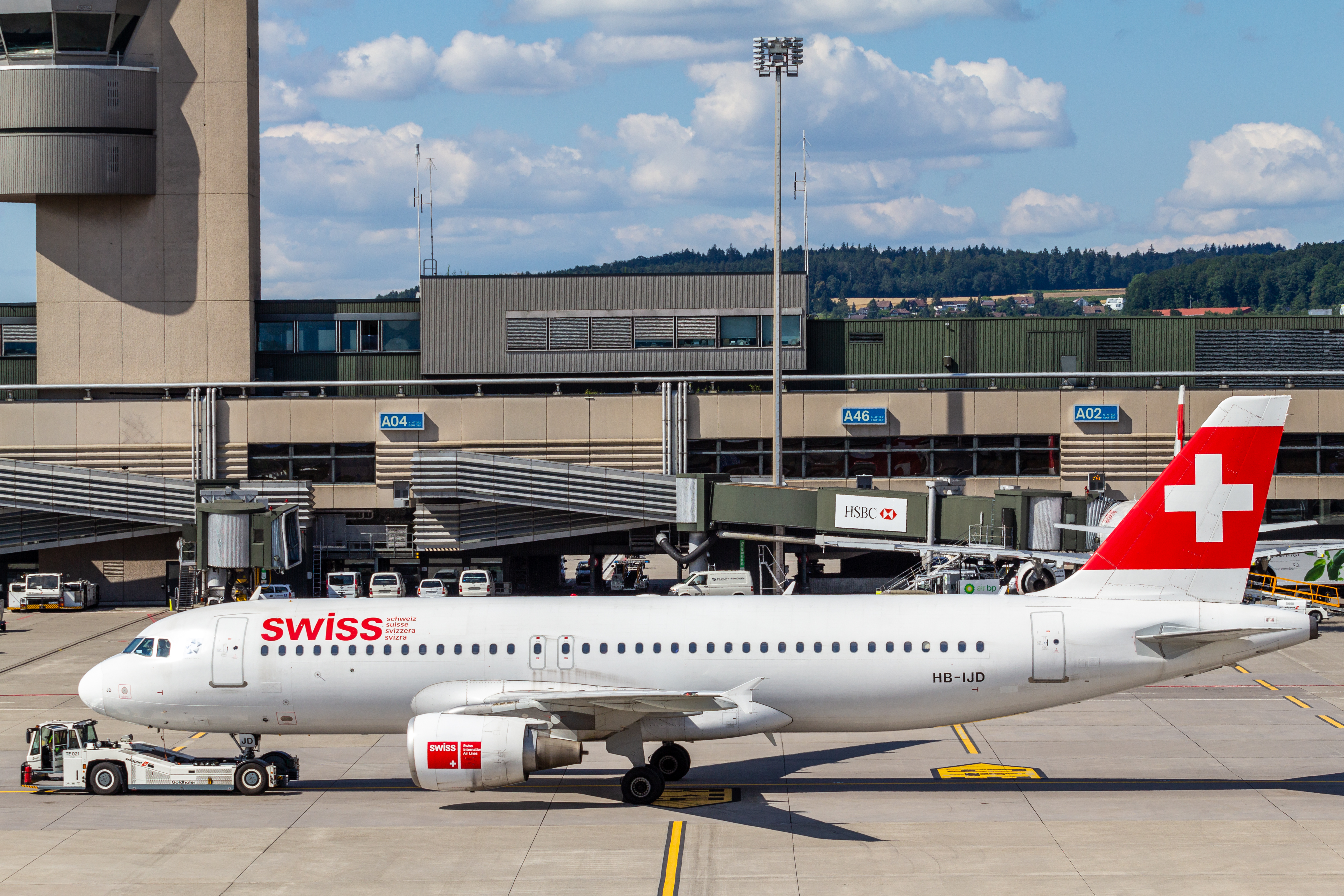
Swiss Airbus A320 beim Terminal A

Im Januar 1969 bewilligte der Zürcher Kantonsrat einen Kredit für Vorarbeiten zur dritten Ausbauetappe. Das daraufhin ausgearbeitete Projekt übertraf die bisherigen Dimensionen deutlich. Geplant waren die Verlängerung der bestehenden Pisten, eine 3300 m lange Piste, zusätzliche Rollwege, die Vergrösserung des Vorfeldes auf 47 Standplätze, ein neues Terminal mit Fingerdock, zwei Parkhäuser, zusätzliche technische Gebäude, ein Flughafenbahnhof und eine neue Werft. Hinzu kamen verschiedene Aus- und Umbauten bestehender Gebäude. Die Kosten wurden auf 777,6 Millionen Franken veranschlagt (Flugsicherungsgebäude und Bahnhof nicht eingerechnet). Da sich dieses Projekt kaum vom 1957 abgelehnten «Superflughafen» unterschied, wurde sogleich wieder Kritik seitens des «Schutzverbandes der Bevölkerung um den Flughafen Zürich» (SBFZ) und der direkt in der Anflugschneise liegenden Gemeinde Höri laut. Der SBFZ forderte gar die Wiederaufnahme des 1945 fallengelassenen Zentralflughafenkonzepts – statt in Utzenstorf dieses Mal im Grossen Moos, mit zwei in den Neuenburgersee hinein ragenden Pisten.
Die Befürworter des Zürcher Flughafenausbaus argumentierten vor allem mit dem volkswirtschaftlichen Nutzen. Um der Fluglärmkritik den Wind aus den Segeln zu nehmen, erarbeiten Regierungs- und Kantonsrat ein Fluglärmgesetz (inklusive Nachtflugverbot), das gleichzeitig mit der Ausbauvorlage zur Volksabstimmung vorgelegt werden sollte. Nachdem der Kantonsrat im Juli 1970 beiden Vorlagen zugestimmt hatte, fand am 27. September 1970 die Volksabstimmung statt. Die Ausbauvorlage wurde mit 61,8 % Ja-Stimmen angenommen, das Fluglärmgesetz mit 80,5 % Ja. Im folgenden Jahr beschlossen die eidgenössischen Räte einen Bundesbeitrag von 240,3 Millionen Franken. Ebenfalls 1971 begannen die Bauarbeiten an der dritten Etappe. 1973 wurden Werft III, Frachthalle Ost, Parkhaus F und das Zentrum für allgemeine Luftfahrt fertiggestellt. 1974 kamen der Werkhof, ein Bürogebäude und das Parkhaus E hinzu, 1975 das Vorfeld, Parkhaus B und das Terminal B mit Fingerdock, 1976 das im Parkhaus B gelegene Einkaufs- und Dienstleistungszentrum Airport Plaza.
Einem mehrkostenbedingten Zusatzkredit in der Höhe von 25,8 Millionen Franken stimmten die Bürger des Kantons am 7. Dezember 1975 mit 67,2 % Ja-Stimmen zu. Diesen Kredit ergänzten der Kanton durch ordentliche und ausserordentliche Budgetkredite der Baudirektion sowie der Bund durch zusätzliche 39,7 Millionen Franken.
Als Herzstück der dritten Etappe wurde am 1. April 1976 die Piste 14/32 eröffnet, womit sich die Kapazität um einen Drittel erhöhte. Die neue Piste diente in der Anfangszeit ausschliesslich dem landenden Verkehr. Entgegen ursprünglicher Planung war die neue Piste nicht als parallele Piste zur Piste 16/34 realisiert worden: Der Regierungsrat hatte, in Erwartung eines knappen Ausgangs der Volksabstimmung, die Ausrichtung der neuen Piste leicht gedreht. Er hoffte, so das Militär nicht gegen das Projekt aufzubringen, das durch Parallelpisten beim Betrieb des Flugplatzes Dübendorf und beim Waffenplatz Kloten beeinträchtigt worden wäre. Der Entscheid hatte weitreichende Folgen auf die künftige Entwicklung des Flughafens: Spätere Kapazitätsengpässe und der Fluglärmstreit mit Deutschland (siehe unten) hätten sich weitgehend vermeiden lassen. Die V-Pisten haben Abstriche bei der Effizienz, der Sicherheit und dem Wachstum zur Folge.
Noch ausstehend war der Bahnanschluss, der 1975 vom Parlament in einem separaten Bundesbeschluss genehmigt worden war. Bei diesem Projekt der Schweizerischen Bundesbahnen (SBB) trugen die SBB 60 %, der Bund 33 % und der Kanton Zürich 7 % der 285 Millionen Franken Gesamtkosten. Das Projekt umfasste den Bahnhof Zürich Flughafen unter dem Terminal B (an dem bereits seit 1971 gebaut wurde) und eine Neubaustrecke zwischen Bassersdorf und Glattbrugg. Nach neunjähriger Bauzeit erfolgte am 29. Mai 1980 die Eröffnung der Flughafenlinie.

### Vierte Bauetappe

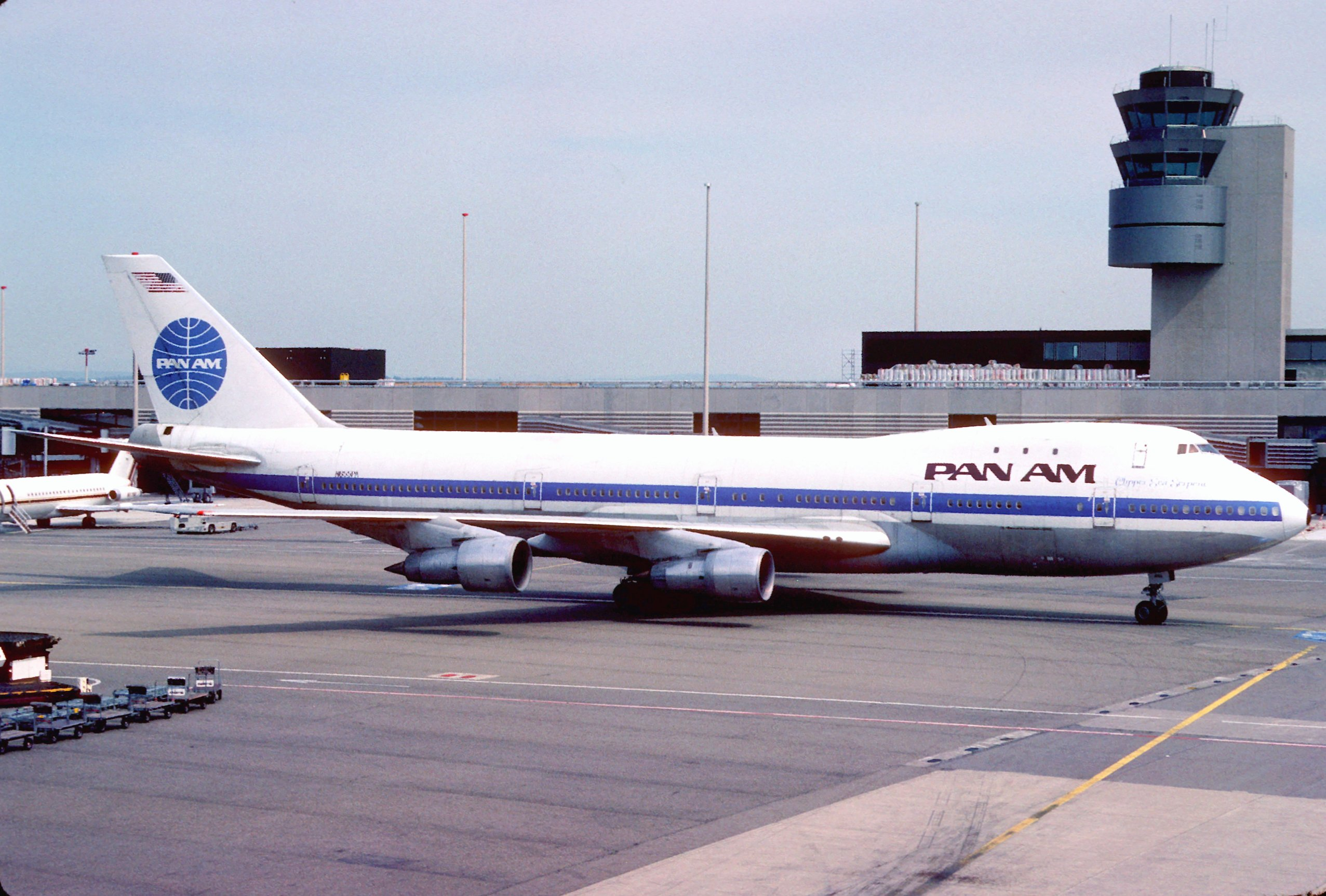
Boeing 747 der PanAm vor dem neuen Kontrollturm (1985)

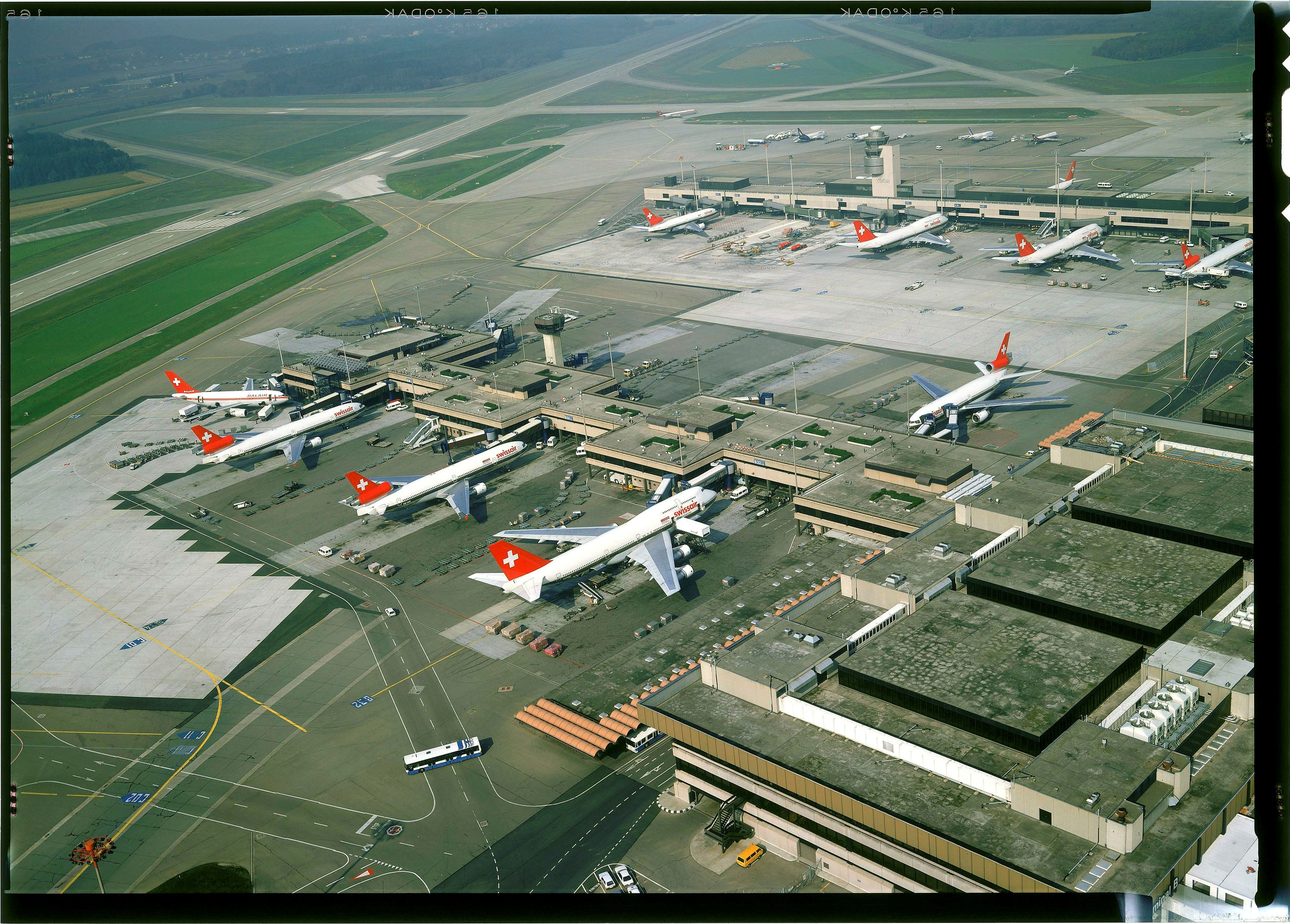
Terminals A (hinten) und B (im Vordergrund) in Zürich-Kloten 1991 mit Langstreckenflugzeugen DC-10, MD-11 und Jumbo Jet der Swissair sowie Balair Airbus A-310. Das aufgrund seiner damaligen Form unflexible Terminal B aus dem Jahr 1975 wurde 2009 abgerissen und danach neu erstellt.

In der zweiten Hälfte des 1970er-Jahre stieg das Verkehrsaufkommen weiterhin stark an, weshalb der Kanton Zürich, die FIG und die Swissair ein Projekt für die vierte Bauetappe ausarbeiteten. Mit 142'240 zu 104'775 Stimmen (57,6 % Ja) nahmen die Zürcher Stimmbürger am 28. September 1980 einen Kredit von 48 Millionen Franken für Tiefbauten an, die Bestandteil der bevorstehenden Bauarbeiten waren. Ebenfalls 1980 veröffentlichte das Bundesamt für Zivilluftfahrt ein neues Flugplatzkonzept, das jenes von 1945 ablöste. Im Vordergrund stand nun der qualitative Ausbau, unter Berücksichtigung von Raumplanungs- und Umweltschutzüberlegungen.
Basierend auf diesem Konzept bewilligten die eidgenössischen Räte das «Bauprogramm 1981–1985». Dieses sah in Zürich-Kloten Investitionen in der Höhe von 393,3 Millionen Franken vor, der Subventionsbeitrag von 10,3 % war aber deutlich niedriger als bei den Flughäfen Genf und Basel-Mülhausen. Begründet wurde dies mit dem Nachholbedarf der zwei anderen Schweizer Grossflughäfen. Zentraler Bestandteil der vierten Etappe war das Fingerdock im Terminal A mit 13 Dockpositionen. Ebenfalls vorgesehen waren ein neuer Kontrollturm, eine Gepäcksortieranlage, ein zusätzliches Parkhaus, Warteräume und ein Operationszentrum für die Flugzeugbesatzungen. Später beschloss der Zürcher Regierungsrat auch die Erneuerung der schadhaft gewordenen Westpiste, die im Sommer 1985 zu diesem Zweck für zweieinhalb Monate gesperrt werden musste. Fingerdock A wurde am 1. November 1985 in Betrieb genommen, der neue 41 m hohe Kontrollturm am 29. April 1986.
Geplant war auch eine Erweiterung der Frachtanlagen des Flughafens. Ein entsprechender Kredit von 57 Millionen Franken wurde jedoch in der Volksabstimmung vom 6. September 1987 knapp mit 106'722 zu 98'663 Stimmen abgelehnt (52,0 % Nein). Das daraufhin überarbeitete und 1989 vom Zürcher Kantonsrat genehmigte Projekt setzte auf die effizientere Nutzung der bestehenden Anlagen und ermöglichte dadurch die Abfertigung von zusätzlich 100'000 Tonnen Fracht jährlich.
Im Jahr 1992 hat die Fluggesellschaft Emirates den Betrieb auf dem Flughafen Zürich aufgenommen.

### Fünfte Bauetappe («Airport 2000»)

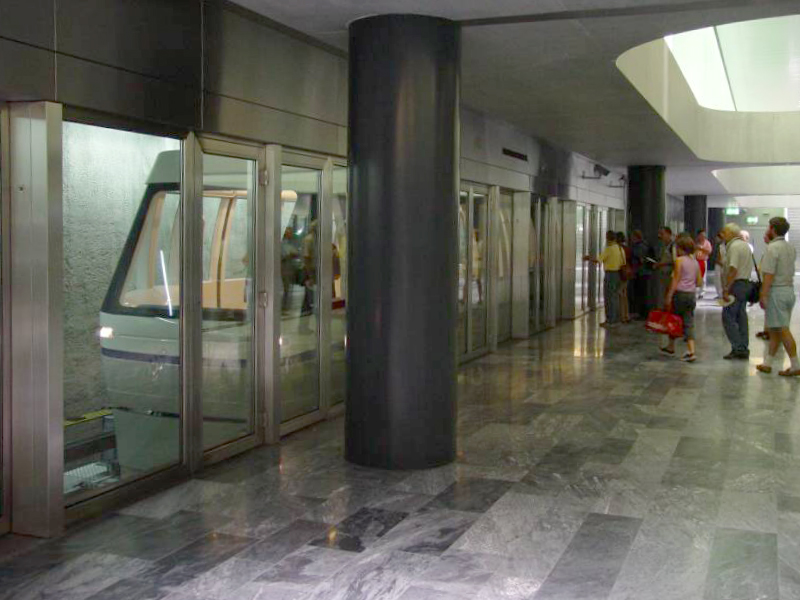
Die Skymetro am Flughafen Zürich

Die im Januar 1991 eingereichte kantonale Volksinitiative «für massvollen Flugverkehr» beabsichtigte, den Flughafen auf seinen damaligen Stand zu beschränken, also weder mehr Flugbewegungen zuzulassen noch die Infrastruktur auszubauen. In der Abstimmung vom 26. September 1993 hatte sie jedoch keine Chance und wurde mit 235'531 zu 112'476 Stimmen (67,6 % Nein) deutlich abgelehnt. Zuhanden des Kantonsrats legte der Zürcher Regierungsrat neun Monate später eine Kreditvorlage in der Höhe von 873 Millionen Franken vor. Mit der als «Airport 2000» bezeichneten und insgesamt 2,4 Milliarden Franken teuren fünften Bauetappe sollten überholte Systeme ersetzt und bestehende Anlagen weiter ausgebaut werden. Herzstück war der Bau eines dritten Terminals, das zwischen den drei Pisten gelegene Dock E «Midfield». Notwendig für dessen Erschliessung waren die Luftkissenbahn Skymetro, ein Strassentunnel und unterirdische Gepäckförderbänder. Ebenfalls Teil der fünften Etappe war der Bau der neuen Passagierdrehscheibe «Airside Center». Der Kantonsrat bewilligte das Projekt Ende Februar 1995. Die letzte Hürde nahm es in der Volksabstimmung vom 25. Juni 1995, als es mit 224'668 zu 105'859 Stimmen (68,0 % Ja) angenommen wurde. Nach fast neunjähriger Bauzeit konnte das Vorhaben 2004 abgeschlossen werden.
Pläne des Bundesamts für Zivilluftfahrt für ein Parallelpistensystem oder zumindest für die raumplanerische Erhaltung der Option werden 2007 vom Kanton Zürich definitiv abgelehnt. Durch den Siedlungsbau ist ein Umbau des Pistensystems zwischenzeitlich nicht mehr realisierbar.

### Projekt «Zürich 2010»

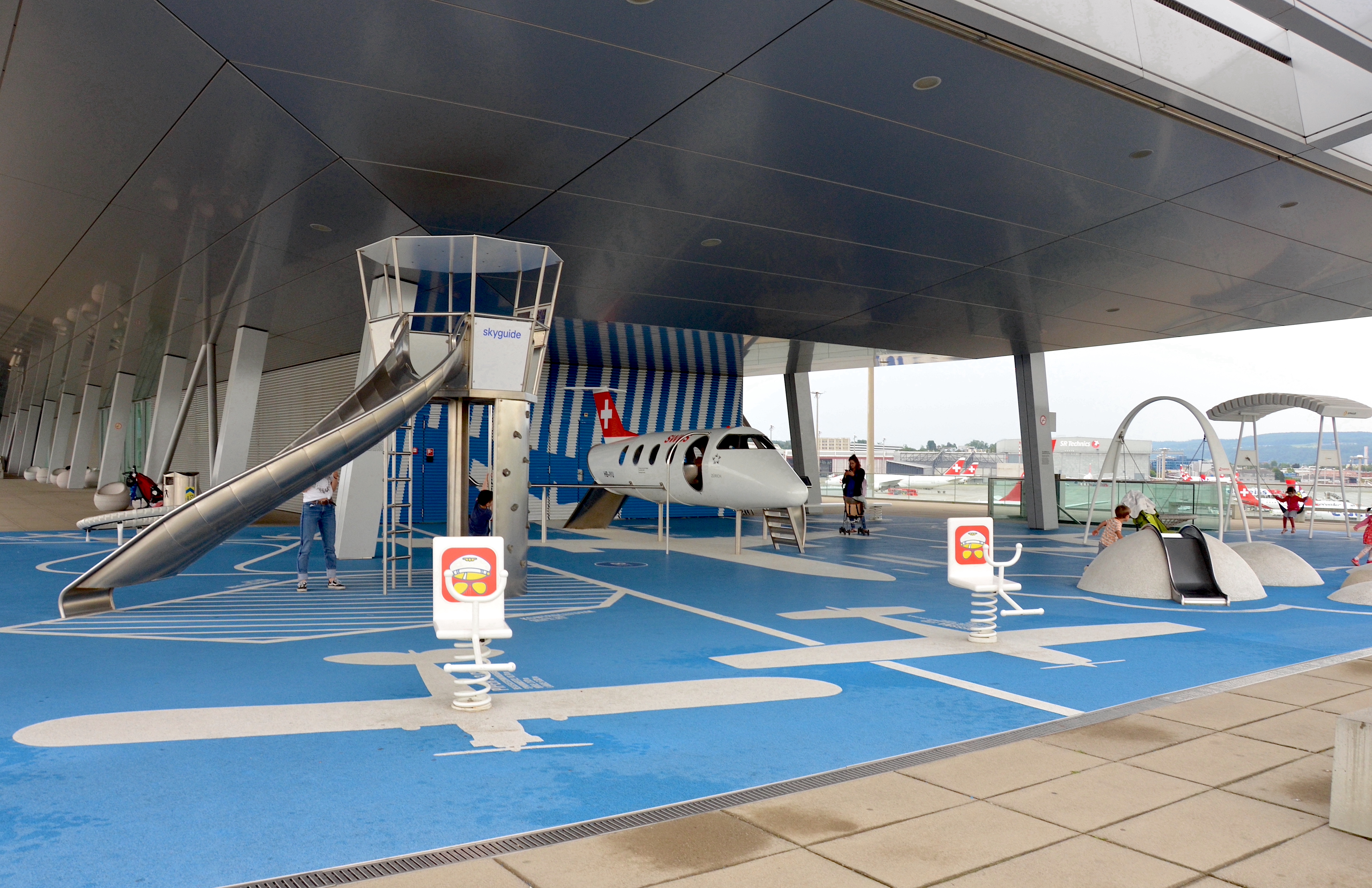
Spielplatz auf der Zuschauerterrasse Dock B

Mit dem Projekt «Zürich 2010» wurden das Schengener Abkommen umgesetzt und die Sicherheitskontrollen zentralisiert. Wichtige Teilprojekte waren der Umbau des Docks B, der Neubau eines zentralen Sicherheitskontrollgebäudes (SKG) sowie die Erweiterung und Teilung der Skymetro. Im Juli 2009 begannen Abbrucharbeiten der komplett umzubauenden Teile des Docks B unter Beibehaltung und Ergänzung von dessen Stahlkonstruktion, der Neuaufbau begann im Oktober 2010. Am 22. November 2011 feierte der Flughafen mit 350 geladenen Gästen, Bundesrätin Doris Leuthard und Zürcher Regierungsrat Ernst Stocker die Eröffnung des SKG und des Docks B. Ihren offiziellen Betrieb nahmen das Dock B und das SKG am 1. Dezember 2011 auf. Das moderne Dock B verfügt über neun Dockstandplätze und ermöglicht eine flexible Abfertigung von Schengen- und Nicht-Schengen-Flügen auf zwei Ebenen; die Zuschauerterrasse auf dem Dach wartet mit einem begehbaren Vorfeldturm und medialen Ferngläsern auf.

### Entwicklung seit 2010
Seit dem 28. März 2010 wird Zürich von Singapore Airlines regelmässig mit dem Airbus A380 angeflogen. Nach London-Heathrow und Paris-Charles-de-Gaulle war Zürich der dritte europäische Flughafen, auf dem die A380 im Liniendienst verkehrte. Am 1. Januar 2014 begann auch Emirates Airlines den Flughafen mit einer A380 anzufliegen.
Im Bereich des Werkhofes begannen 2015 umfassende Erneuerungsarbeiten, welche bis 2022 abgeschlossen werden.
Im Jahr 2016 wurde die Landebahn 28 mit dem Notbremssystem EMAS ausgestattet, welches bei einem Startabbruch oder einer Landung das Überrollen des Pistenendes verhindern soll.
Mit zahlreichen Bauprojekten wird laufend die Infrastruktur des Flughafens unterhalten und die Kapazität erhöht.

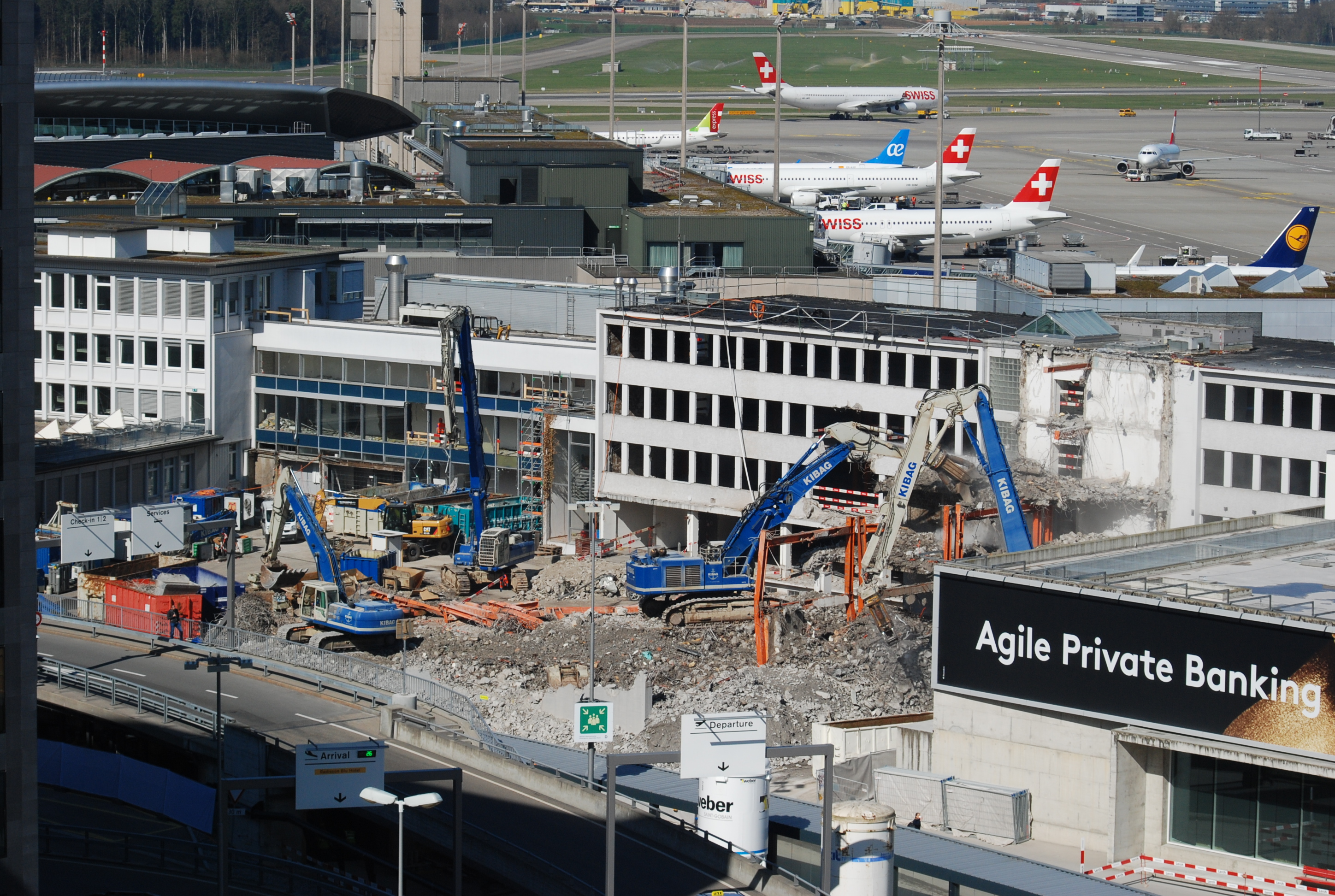
Abbruch Polizei- und Verwaltungsgebäude, ehemaliges Flugsicherungsgebäude, zugunsten der neuen Gepäckabfertigungsanlage; der Querflügel fehlt bereits

Im März 2018 begann der Abbruch der Bürogebäude der ehemaligen Flugsicherung, welche von der Verwaltung und der Polizei genutzt worden waren, sowie später der Gepäcksortieranlage zugunsten des Neubaus der Gepäcksortieranlagen zwischen dem Operations Center und dem Terminal 1. Die erste Etappe des Projekts mit Gesamtkosten von 450 Millionen Franken soll 2024 abgeschlossen sein, die letzte Etappe geht 2027 in Betrieb.[veraltet]
Das Hauptterminal 1 soll komplett neu gebaut werden – inklusive des Towers der Flugsicherung Skyguide. Mit den Vorarbeiten zu einem aus betrieblichen Gründen nötigen Bau in Rekordzeit soll 2025 begonnen werden. Infolge der COVID-19-Pandemie wurde unter anderem der Terminal-Neubau um drei bis fünf Jahre verschoben.
Mit der COVID-19-Pandemie waren die Passagierzahlen massiv zusammengebrochen. So wurden beispielsweise im September 2020 81,4 Prozent weniger Passagiere verzeichnet, als im selben Monat des Vorjahres. Betrachtet man das ganze Jahr 2020, sind die Passagierzahlen um 75 Prozent zusammengebrochen. Im Jahr 2021 trat der Flughafen Zürich dem United Nations Global Compact bei.
Der Flughafen plant, das Pistensystem zu optimieren, um einen zuverlässigeren und sichereren Betrieb zu ermöglichen. 2020 wurden zwei Pistenverlängerungen beantragt: Die Piste 14/32 soll nach Norden um 280 Meter verlängert und mit einem Turnpad am Ende versehen werden, damit Starts auf dieser Piste nach Norden für die Langstreckenflieger vom Dock E möglich werden, was zwei Pistenkreuzungen und Rollzeit sparen würde. Daneben soll die Piste 10/28 um 400 Meter nach Westen verlängert werden. Die Flughafen Zürich AG will dafür 250 Millionen Franken investieren. Der Zürcher Regierungsrat unterstützt das Vorhaben. Der Kantonsratsentscheid wurde am 19. Juni 2023 auf den 28. August 2023 vertagt. Am 28. August 2023 bewilligte der Kantonsrat den Pistenausbau mit 87 zu 83 Stimmen. Es wurde eine kantonale Volksabstimmung nötig, da das Referendum gegen den Entscheid des Kantonsrates ergriffen wurde. Am 3. März 2024 stimmte das Zürcher Stimmvolk dem Projekt mit 61,7 Prozent Ja zu.
Nach 1985 wurde die Piste 10/28 ab Ende März 2022 zum zweiten Mal erneuert. Der Mittelstreifen wurde durch einen Asphaltbelag ersetzt, da dieser schneller trocknet als Beton. Die Arbeiten wurden jeweils in der Nacht durchgeführt, um den Tagesbetrieb nicht zu stören.
Im 2021 wurde beschlossen, die drei Start- und Landebahnen umzubenennen, die Piste 10/28 in 09/27, die Piste 16/34 in 15/33 und die Piste 14/32 in 13/31. Ursache hierfür ist das sich ändernde Magnetfeld der Erde, nach dem mittels Magnetkompass traditionell der Kurs angegeben wird. Kennungen bestehender Pisten werden geändert, wenn die durch zehn geteilte und kaufmännisch gerundete Gradzahl der Pistenausrichtung bezüglich der magnetischen Nordrichtung nicht mehr der Kennung entspricht. Es war zunächst erwartet worden, dass dies 2024 geschähe, wurde aber auf 2026 verschoben.
Zwischen den Parkhäusern P1 und P2 entsteht eine Foodhall in der Grösse von 2'000 Quadratmetern. Sie bietet ab Herbst 2027 über 1'000 Sitzplätze, 16 Foodstände, wechselnde Foodtrucks, vier Bars, ein Café, Veranstaltungsbühne und mehrere Terrassen. Betreiberin wird die the food collective ag. Das Projekt ist Teil der umfassenden Erneuerung des Airport Shoppings, kostet rund 250 Millionen Franken und soll durch bessere Wegeführung und neue Angebote den Flughafen als Ausflugsziel und Verkehrsdrehscheibe weiter stärken.
Das 1985 eröffnete Dock A mit heute 33 Gates wird ab 2030 durch einen Neubau ersetzt, dessen Fertigstellung für 2033 vorgesehen ist. Für rund 700 Mio. CHF entstehen ein bis zu 70 m hoher Tower, eine neue Dockbasis und 160 000 m² Geschossfläche und 1,2 Mio. m³ Bauvolumen – das Projekt erhöht die Terminalfläche um weitere ≈ 60 000 m² gegenüber dem heutigen Zustand. 
Der Flughafen Zürich plant ab 2030 den kompletten Ersatz des seit 1985 genutzten Dock A, das derzeit 33 Gates umfasst. Für rund 700 Mio. CHF entsteht ein nachhaltiger Neubau mit einer Geschossfläche von etwa 160'000 m² – eine Erweiterung um rund 60'000 m² gegenüber dem aktuellen Gebäude. Das Bauvolumen umfasst insgesamt 1,2 Mio. m³ und beinhaltet eine neue Dockbasis sowie einen 70 Meter hohen Tower. Der neue Terminal, hauptsächlich aus einer Holzkonstruktion bestehend, wird mit einer Photovoltaikanlage ausgestattet, die rund zwei Drittel des benötigten Stroms erzeugen soll. Die Fertigstellung ist für 2033 geplant.

## Spotting
Auf den Docks B und E gibt es in Zürich eine Zuschauerterrasse. Die Zuschauerterrasse auf dem Dock B hat einen grossen Spielplatz. Die Zuschauerterrassen sind bei Spottern sehr beliebt, da die Sicht auf startende Flugzeuge sehr gut ist. Für Flugzeugspotter gibt es rund um den Flughafen weitere Plätze, von denen man eine gute Sicht auf startende und landende Flugzeuge hat. Der Spotterhügel im Westen beim Heligrill wurde im September 2023 abgetragen. Wann ein neuer Hügel entsteht, ist aktuell noch nicht bekannt.
Durch einen geplanten Hangar-Neubau (mit mehr Kapazität bei den Business-Terminals) sollen neue Plätze für Spotter entstehen.

## «The Circle»

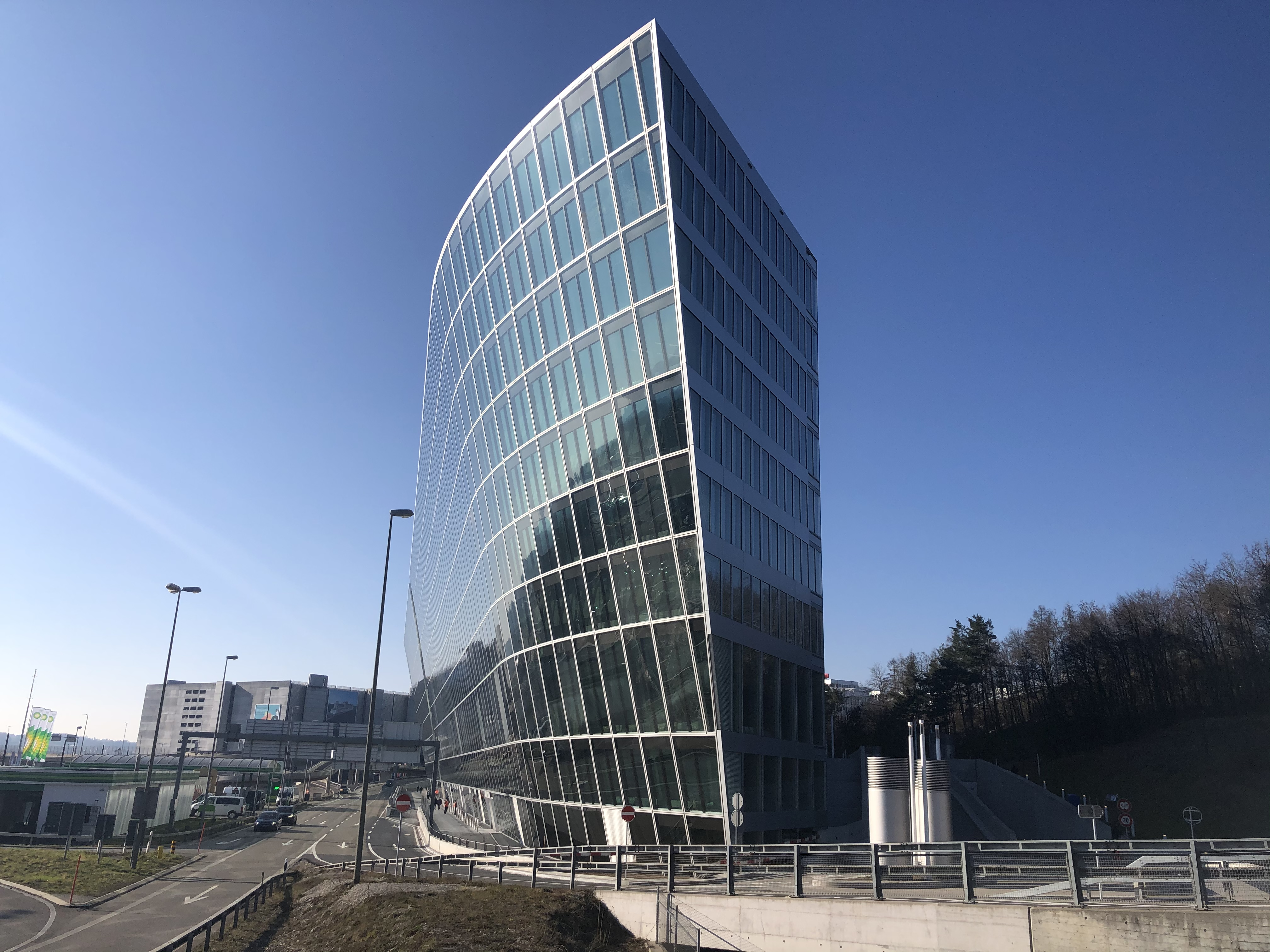
«The Circle» zwischen dem Butzenbühl-Hügel rechts und dem Flughafen links

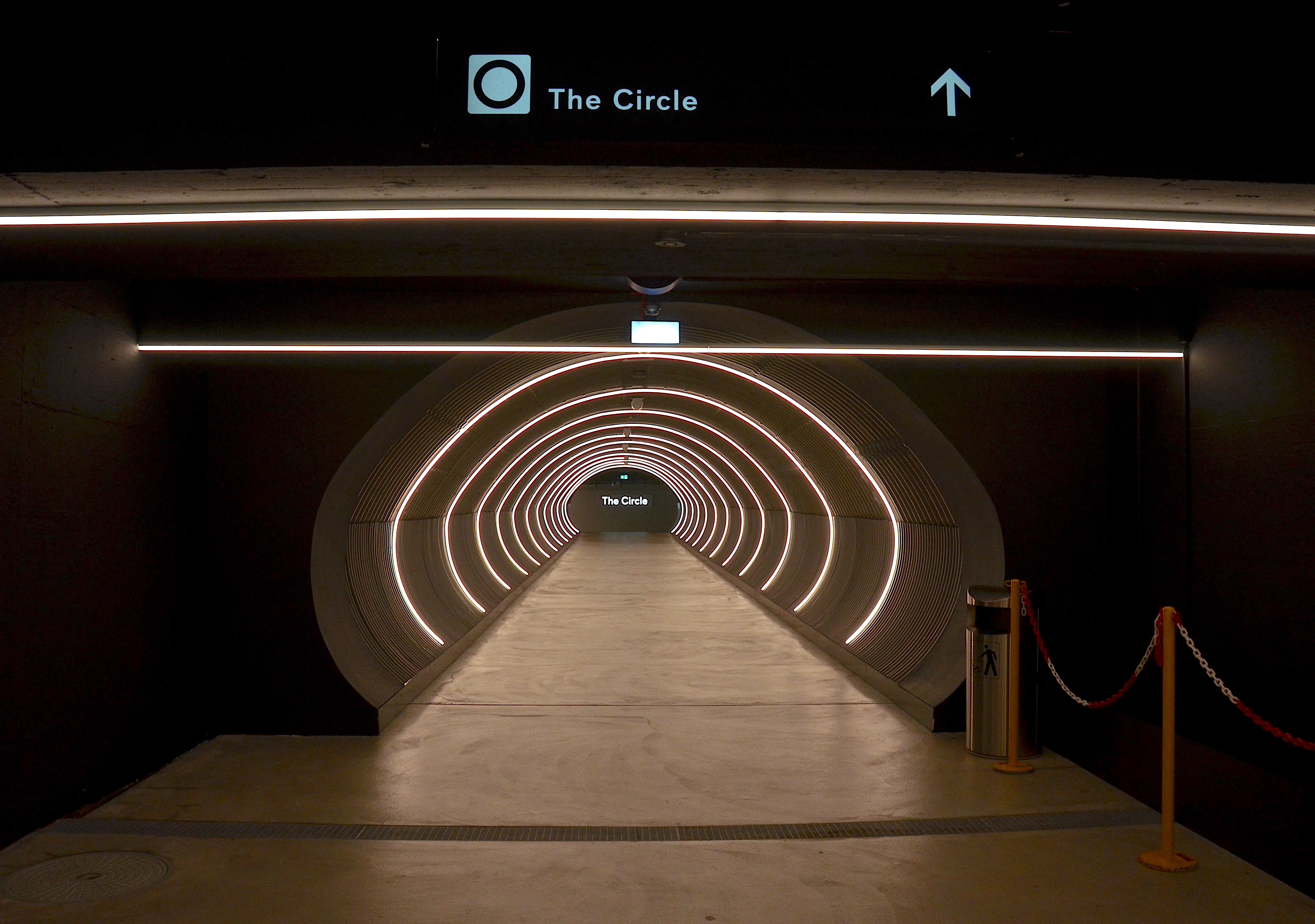
Ein Durchgang verband «The Circle» mit dem Airport Shopping

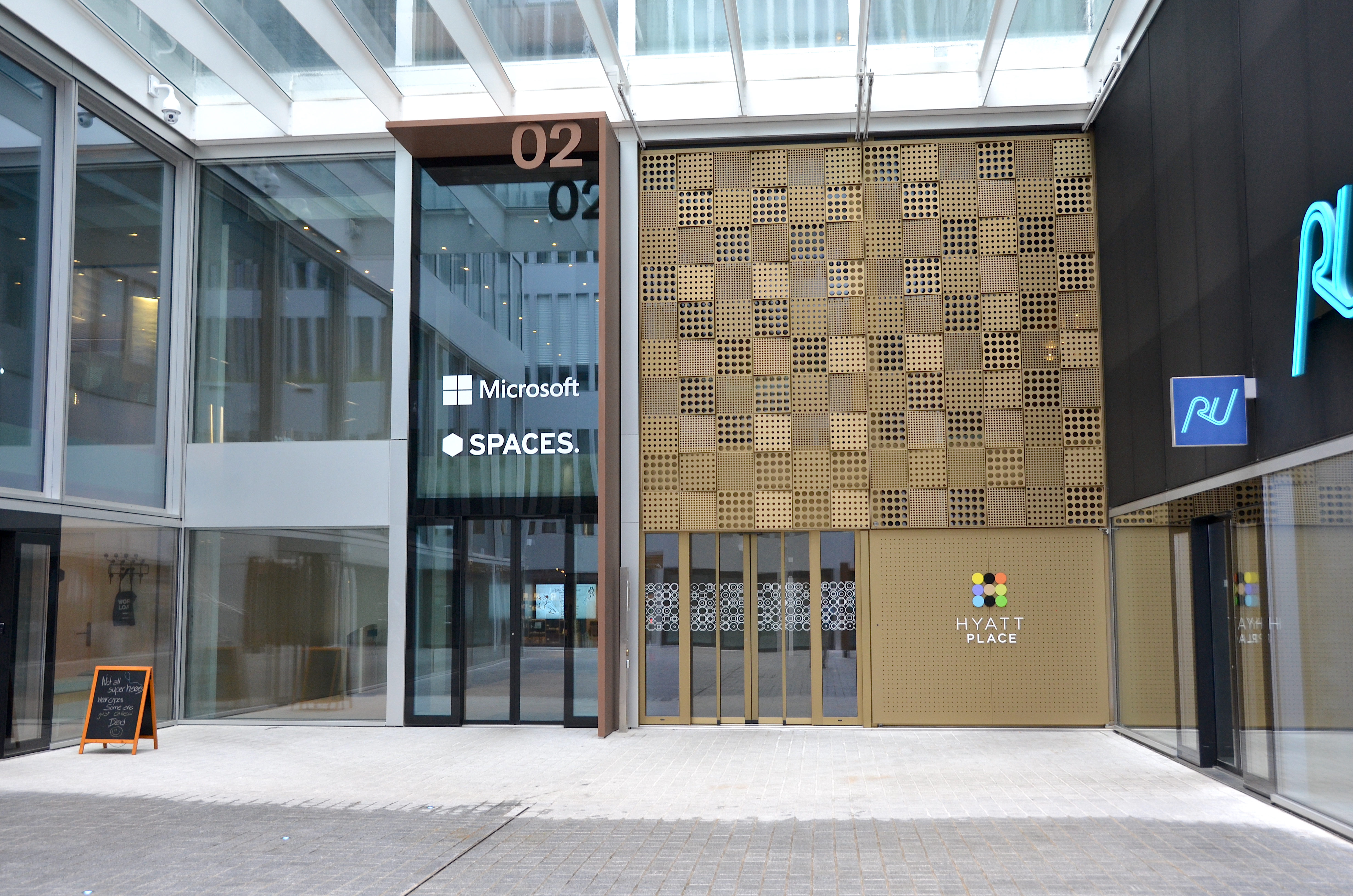
Hyatt, Microsoft und Spaces

«The Circle at Zurich Airport» ist ein Gebäudekomplex für Dienstleistungen am Flughafen Zürich, der Ende 2020 eröffnet wurde. Nahe der Terminals und angebunden an den öffentlichen Nahverkehr stehen für Läden, Büros, weitere Dienstleister, Gastronomie, Kongresse und Hotels Nutzungsflächen von 180'000 Quadratmetern zur Verfügung.
Hotels und Kongressbereich werden durch die Hyatt Corporation betrieben. Prominente Mieter sind das Universitätsspital Zürich (USZ), Microsoft, Itelligence und der Softwarekonzern SAP, die ihren Schweizer Hauptsitz an den Flughafen verlegen, das Ostschweizer Software-Unternehmen Abraxas, das seine Zürcher Aktivitäten im Neubau konzentriert, die IWG-Gruppe mit Coworking-Büros und mehrere Airlines. Auch Hyatt ist mit seinem Hauptsitz für EMEA und Südwest-Asien eingezogen. Als Besonderheit führt ein Schräglift (Parkbahn oder Standseilbahn Butzenbüel) auf den Butzenbühl, die zum Park umgestaltete Erhebung östlich des Circles.
Im Februar 2009 wurde durch die Flughafen Zürich AG (FZAG) ein dreistufiger Architekturwettbewerb für eine Überbauung auf dem 30'000 Quadratmeter grossen Grundstück lanciert. Ende Oktober 2011 reichte die FZAG das Baugesuch bei der Stadt Kloten ein, welche am 6. März 2012 die Baubewilligung erteilte. Der für Ende 2013 angesetzte Spatenstich für die Überbauung wurde auf Anfang 2015 verschoben: Erst im Dezember 2014 wurde die Realisierung der ersten Etappe definitiv beschlossen. Ein Jahr zuvor war der Versicherungskonzern Swiss Life als Partner mit 49 % beim Projekt eingestiegen. Im August 2016 gab man grünes Licht für die zweite Etappe. Das Investitionsvolumen umfasste rund eine Milliarde Schweizer Franken. Der Grundstein wurde am 24. März 2017 gelegt, und die Eröffnung erfolgte am 5. November 2020.
Die Architektur des Circles stammt vom japanischen Architekten und Pritzker-Preisträger Riken Yamamoto. Oberirdisch führt der Weg vom Flughafen über den Busbahnhof und die Tram-Station zum Circle. Bis Anfang 2025 verband eine Unterführung den Circle mit dem Airport Shopping (Level 0). Seit 13. Januar 2025 ist der Durchgang infolge Bauarbeiten geschlossen. Mit dem Abschluss des Umbaus im Airport Shopping im Herbst 2027 soll ein neuer unterirdischer Zugang vom Airport-Shopping-Center zum Circle eröffnet werden.
Im Bereich der Überbauung wurden mehrere Bauten abgebrochen, so das Parkhaus 5, die Liegenschaft Butzenbühlring 13 mit der seit 1969 bestehenden Grossraum-Diskothek AlpenRock House sowie das Parkdeck 40, welches demontiert und für die Erweiterung des Parkings 70 beim Werkhof verwendet werden sollte.

## Sicherheit und Umwelt

### Flughafenfeuerwehr

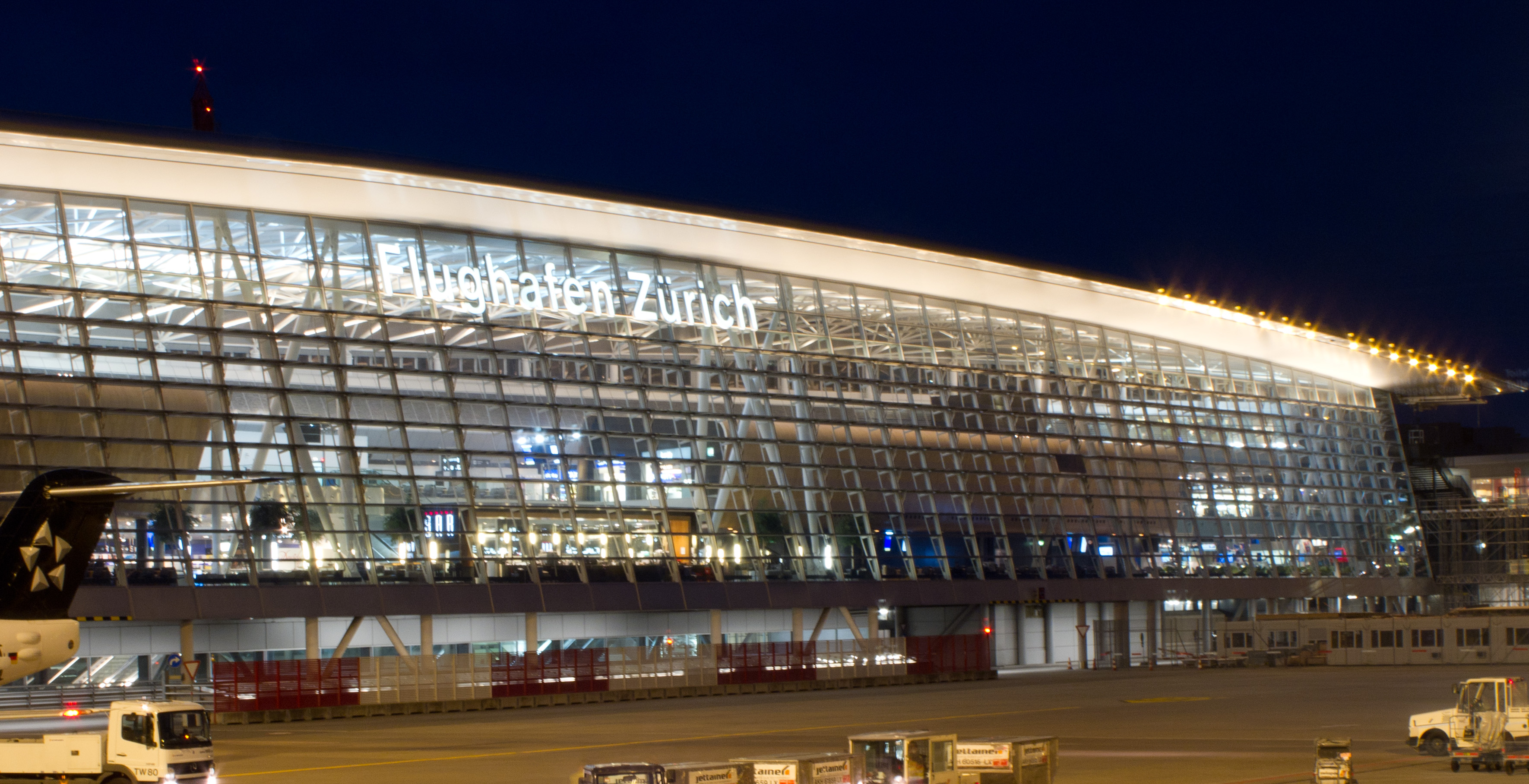
Flughafen Zürich bei Nacht

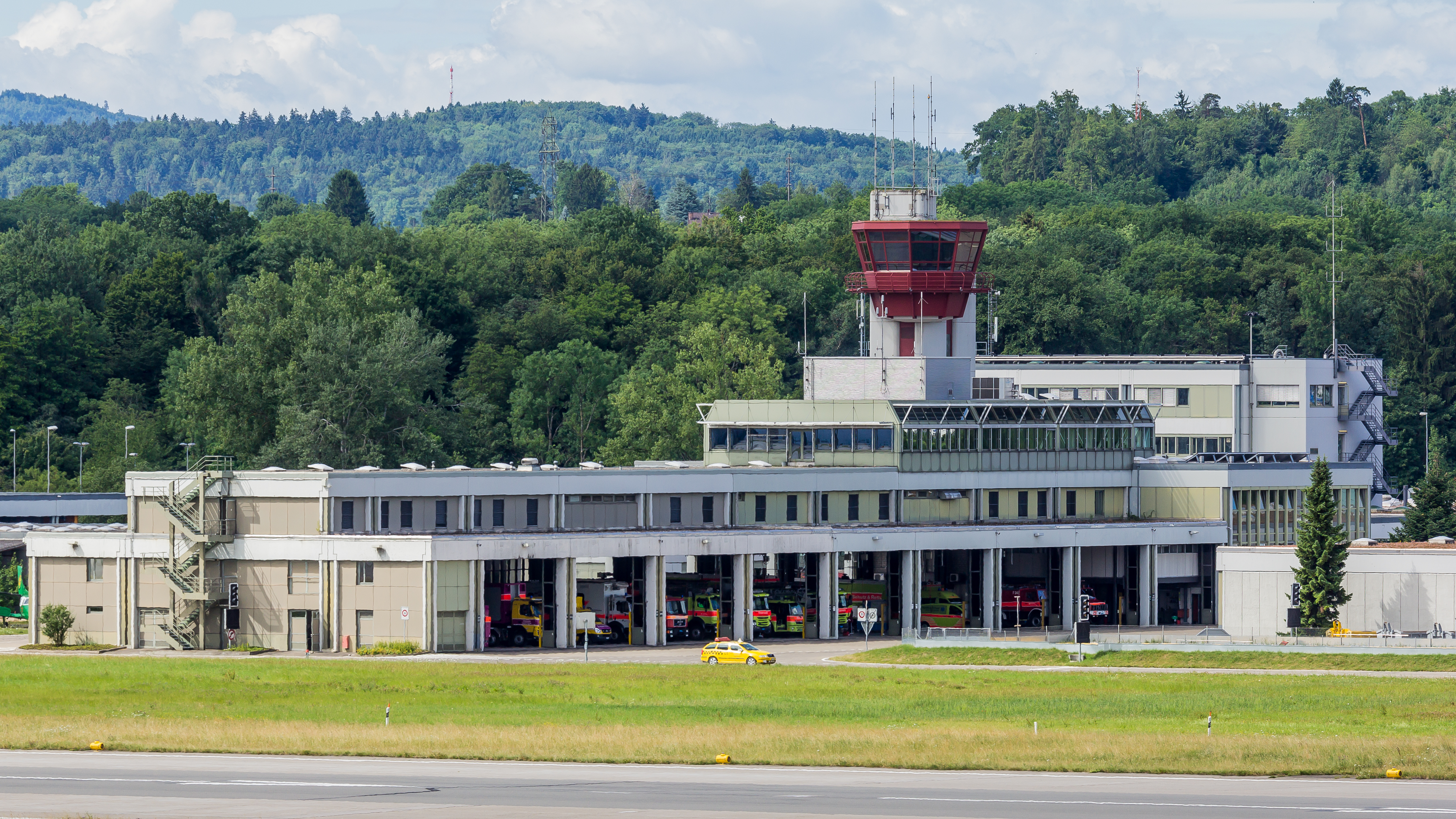
Hauptwache der Flughafenfeuerwehr

Die Flughafenfeuerwehr hiess bis zum 31. Dezember 2007 offiziell Berufsfeuerwehr Flughafen Zürich. Sie ist als Berufs- und Betriebsfeuerwehr der Flughafen Zürich AG für die Brandbekämpfung am Flughafen Zürich zuständig und dafür rund um die Uhr einsatzbereit. Im Ernstfall muss die Flughafenwehr jeden Ort auf dem Flugplatzgelände, einer Fläche von 953 Hektar, nach internationalen Standards in höchstens drei Minuten erreichen können. Die Fahrzeuge nehmen dazu verschiedene vorgestaffelte Positionen ein.
Die Flughafenfeuerwehr ging per 1. Januar 2008 zusammen mit dem Rettungsdienst und der Einsatzzentrale organisatorisch zur Dienstabteilung «Schutz und Rettung» ins Polizeidepartement der Stadt Zürich über.
Zur Feuerwehr gehört auch eine Einsatzleitzentrale. Diese koordiniert nicht nur die Rettungsdienste des Flughafens, sie alarmiert alle Feuerwehren im Kanton Zürich sowie der Gemeinde Neunforn TG. Insgesamt werden rund 117 Feuerwehren von der Einsatzleitzentrale aufgeboten, davon 2 Berufs- und 14 Stützpunktfeuerwehren. Ebenso werden die total 17 Rettungsdienste der Kantone Schaffhausen, Schwyz (exkl. Bezirk Küssnacht SZ), Zug und Zürich disponiert. Zu den weiteren Aufgaben der Einsatzleitzentrale gehören auch die Alarmierung eines Grosstierrettungsdienstes, ein Personen Notruf- und Ortungssystem sowie die Koordination des Ärztenotfalldienstes für mehrere Gemeinden. Ausserdem laufen 3800 Brandmeldekriterien in der Einsatzleitzentrale auf. Pro Jahr gehen ca. 350'000 Telefonanrufe bei der Einsatzleitzentrale ein.
Pro Jahr verzeichnet die Flughafenfeuerwehr über 1000 Einsätze. 2004 betrafen 260 davon Zwischenfälle mit Flugzeugen, bis hin zu Not- oder Sicherheitslandungen.

### Betankungs-Dispenser, Ramp Safety, Airport Authority und Follow Me
Fahrzeuge, die den Flugzeugen vorbehaltene Rollwege und Pisten nicht nur auf den vorgesehenen Strassen kreuzen, sondern aus dienstlichen Gründen auch befahren, müssen mit einem Transponder und Funkgerät ausgestattet sein und können dadurch auf Tracking-Websites (z. B. Flight Tracker) verfolgt werden. Das Transponderzeichen bzw. der Funkname für die Follow-Me Fahrzeuge lautet «Zebra».
Auf dem Flughafen waren im Jahr 2023 sieben Anbieter zur Flugzeugbetankung zugelassen.

### Rettungsdienst Flughafen Zürich
Der Rettungsdienst am Flughafen Zürich entstand um 1982 als ursprüngliche «Löschzugambulanz». Er diente also in erster Linie der Absicherung von Feuerwehrpersonal bei Brandeinsätzen, in zweiter Linie als Sanität zur Versorgung verletzter Passagiere. Schnell wurde erkannt, dass auch ausserhalb des Flughafens ein stetig wachsender Bedarf an Rettungsmitteln für die Bevölkerung bestand; oftmals konnten angrenzende Spitäler, welche diese Leistung abdeckten, aufgrund Kapazitätsengpässen dies nicht bewältigen, resp. waren entsprechende Strukturen im Zürcher Unterland zum damaligen Zeitpunkt nicht vorhanden. Im Rahmen der Privatisierung des Flughafens zur Aktiengesellschaft Unique (Flughafen Zürich AG) im Jahr 2000 wurde der Rettungsdienst dann als eigener Bereich in der Abteilung Safety&Security aus dem Verbund mit der Feuerwehr herausgelöst.
Der Rettungsdienst am Flughafen Zürich leistete im letzten Jahr seines Bestehens 2007 um 5800 Einsätze mit 36 Rettungssanitätern und drei Auszubildenden. Der hauptsächliche Anteil der Einsätze wurde in der Region um den Flughafen geleistet, dies waren zum damaligen Zeitpunkt 28 Vertragsgemeinden. Es standen tagsüber drei Rettungswagen und nachts zwei Rettungswagen stets einsatzbereit, was in zwei Schichten mit jeweils zwölf Stunden geleistet wurde. Dabei standen die Teams je vier Dienste am Stück im Einsatz (zweimal am Tag und zweimal in der Nacht). Als Novum wurde beim Rettungsdienst Flughafen Zürich das geänderte Arbeitsgesetz konsequent angewendet, d. h. als einer der wenigen Arbeitgeber wurde die Arbeitszeit von zwölf Stunden ohne Abzug («Präsenzzeit»/effektive Arbeitszeit) voll angerechnet.
Am Standort Flughafen war kein fest installiertes Notarztsystem platziert. Die Rettungssanitäter sind mit erweiterten Kompetenzen ausgestattet, welche die Gabe von Medikamenten nach Algorithmen erlauben. Im Rahmen einer Qualitätskontrolle der durchgeführten Massnahmen wurden alle Einsätze durch den Medizinischen Leiter kontrolliert. Gleichzeitig fand eine jährliche Überprüfung der Medikamenten- und Algorithmenkenntnisse statt. Erst nach bestandenem schriftlichen und praktischen Test erhielt der Rettungssanitäter für ein weiteres Jahr die Befugnis, Medikamente zu verabreichen. Wurde ein Notarzt benötigt, konnte auf diesbezügliche Ressourcen der Partnerorganisationen REGA (Helikopter) oder dem NEF von Schutz und Rettung Zürich zurückgegriffen werden.
Projekt SUS
Nach zwei Projektstudien wurde durch Unique (Flughafen Zürich AG) im Sommer 2007 der Entschluss gefasst, den Rettungsdienst zusammen mit der Einsatzzentrale und der Berufsfeuerwehr auszulagern und dem Polizeidepartement der Stadt Zürich (Schutz und Rettung Zürich) für einen Betrag von 22 Millionen Schweizer Franken zu verkaufen. Dies auch aus dem Bedarf der Stadt Zürich, da speziell deren Berufsfeuerwehr mit langen Anfahrtswegen in den Norden der Stadt Zürich Probleme hatte, die geforderten Eintreffzeiten einzuhalten. Gleichzeitig konnte dadurch auf einen kostenintensiven Neubau eines Stützpunktes für Rettungsdienst und Feuerwehr im stark wachsenden Norden verzichtet werden. Für die Übernahme der gesamten Abteilung wurde ein umfassendes Vertragswerk gestaltet, welches nach zehn Jahren neu beurteilt wird. Durch die Auslagerung wurden massive interne Umstrukturierungen getätigt, welche die bisherige Organisationsform ablösen. Seit 1. Januar 2008 wird der Stützpunkt am Flughafen als «Wache Nord» bezeichnet. Bei einem starken positiven operativen Betriebsergebnis im Jahr 2007 und per 1. Januar 2008 verringerter Personaldecke erweiterte sich das Einzugsgebiet des Rettungsdienstes um die nördlichen Stadtkreise von Zürich-Schwamendingen, Seebach und Oerlikon.

### Fluglärmstreit
Der Fluglärmstreit zwischen der Schweiz und Deutschland ist ein jahrzehntelanger Disput, welcher seit dem Jahr 2000 auf höchster politischer Ebene diskutiert wird. Es geht dabei um Fluglärm über Gemeinden in Süddeutschland, den Flugzeuge verursachen, die den Schweizer Flughafen Zürich anfliegen.
Beide Seiten erklären, eine faire Verteilung der Lasten anzustreben. Doch dabei zählt die deutsche Seite die Anzahl der Flugbewegungen und findet es unfair, dass 90 Prozent aller Anflüge über deutsches Gebiet führen (vor 2002), während die Schweizer Seite die Lärmbelastung nach betroffenen Personen zählt. Danach sei es unfair, wenn seit 2003 rund um den Flughafen Zürich in der Schweiz rund 210'000 Personen und in Deutschland 750 Personen eine Fluglärmbelästigung von 50 Dezibel ertragen müssen.
Nachdem ein 2001 ausgehandelter Staatsvertrag vom Schweizer Parlament abgelehnt wurde, hat die deutsche Seite 2003 einseitig die Anzahl der Überflüge begrenzt und für die Zeit zwischen 21 und 7 Uhr (Wochentage) und 20 und 9 Uhr (Wochenende) An- und Abflüge ganz verboten. Seither spielt sich der Streit um die Fluglärmbelastung weitgehend innerschweizerisch im Kanton Zürich und dessen Nachbarkantonen Aargau, Thurgau und Schaffhausen ab. Anstelle der Zählung der Flugbewegungen wird dabei die tatsächliche Stärke und Dauer der Fluglärmbelastung als Massstab der Verteilung vorgezogen, politisch umgesetzt im Zürcher Fluglärm-Index.
Nachdem Deutschland jahrelang auf der Beschränkung der Fluganzahl beharrt und neue Verhandlungen abgelehnt hatte, erreichte die Schweizer Regierung bei einem Besuch von Bundeskanzlerin Merkel im April 2008, dass eine deutsch-schweizerische Arbeitsgruppe zunächst eine objektive Grundlage für die Vergleichbarkeit der Fluglärmbelastung schaffen soll.
Die Verteilung der An- und Abflüge auf die verschiedenen Pisten ist seit den deutschen Einschränkungen auch rein lokal ein Thema, genauso wie die Regelungen des Nachtflugverbots. Der «Schutzverband der Bevölkerung um den Flughafen Zürich» möchte möglichst restriktive Regeln. Das ebenfalls schon seit 50 Jahren existierende «Komitee Weltoffenes Zürich» setzt sich andererseits für ein bestmögliches Funktionieren des Flughafens ein.

### Schadstoffabhängige Landegebühren
1997 hat der Flughafen Zürich schadstoffabhängige Landegebühren eingeführt, mit dem Ziel die Emissionen aus dem Luftverkehr zu senken.

### Naturschutz und Klimaziele

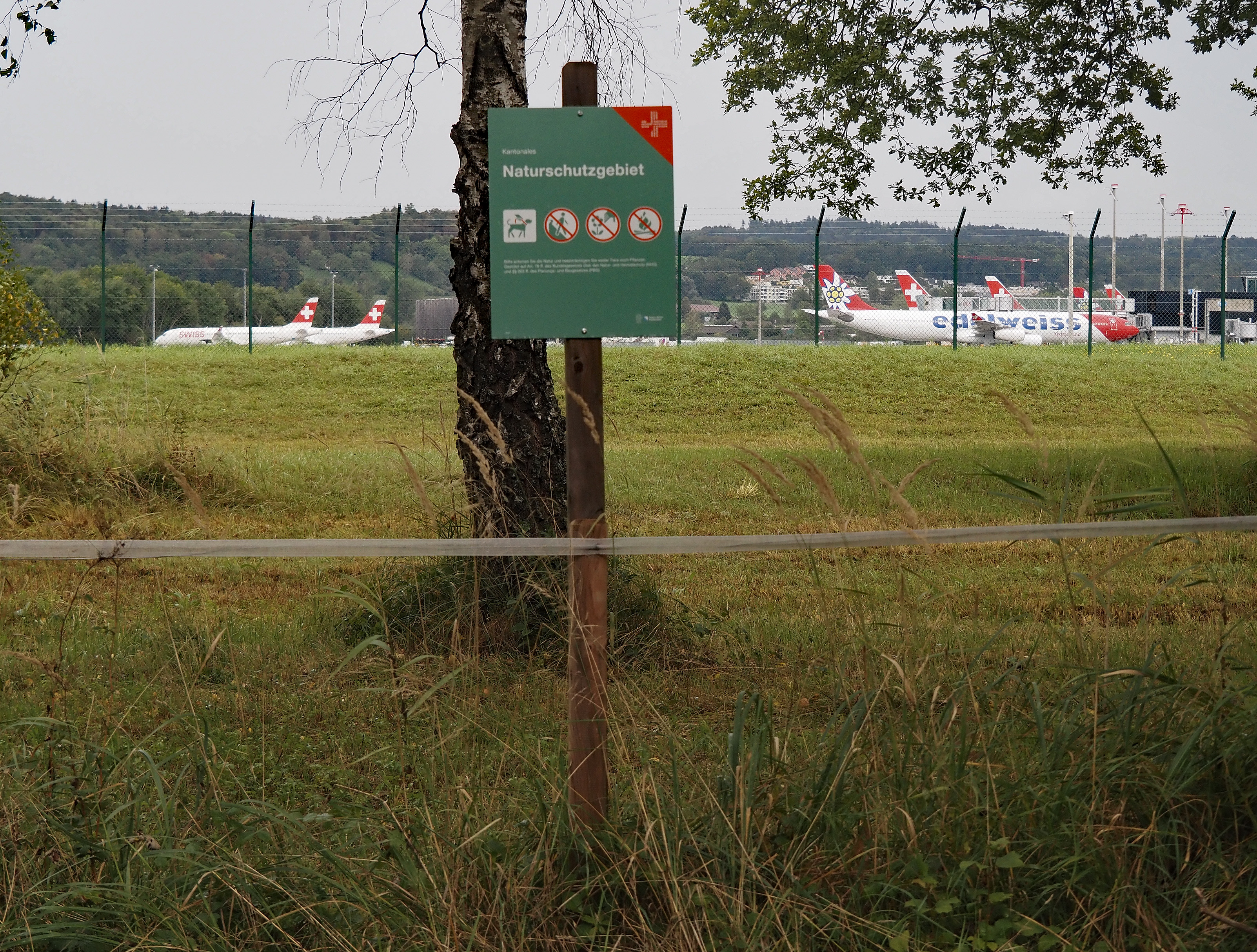
Naturschutzgebiet Altläufe der Glatt

Nach dem Bau und der Erweiterung der Flughafenanlagen sind von der ehemaligen Moorlandschaft in der Ebene zwischen Kloten und Oberglatt nur noch einige Randbereiche und das Feuchtgebiet Rietholz-Cheibenwinkel zwischen den V-Pisten erhalten geblieben. Einige Bereiche dieser naturnahen Landschaftsreste im SIL-Perimeter und angrenzenden Zonen sind als Biotope von nationaler Bedeutung geschützt. Dazu gehören das Naturschutzgebiet Altläufe der Glatt und nordöstlich der Landebahn 14/32 die wertvollen Flachmoore «Winkler Allmend» und «Goldenes Tor/Rüti Allmend» und das Amphibienlaichgebiet «Bachenbülacher Allmend/Waffenplatz». Die Flughafen Zürich AG ist wegen der Sicherheit des Flugbetriebs und zum Schutz der Naturzonen zum Unterhalt des Gebiets verpflichtet. Sie unterstützt die Fachstelle Naturschutz des Kantons Zürich bei den Pflegemassnahmen der Naturreservate.
Rund die Hälfte des Flughafenareals von 953 Hektar besteht aus Grünflächen mit Wiesen, Auwald, Flachmoor und Gewässern. 53 Hektar sind geschützte Gebiete. Seit den 1960er-Jahren erfolgen Vegetationsaufnahmen in den geschützten Flächen, auf denen verschiedene seltene Pflanzen wachsen. Das 74 Hektar grosse Naturschutzgebiet «Klotener Riet» zwischen den Pisten enthält rund 34 Hektar Flachmoor von nationaler Bedeutung. Bei Bauarbeiten muss die Flughafenbetreiberin ökologische Ersatzmassnahmen durchführen.
Vor dem Bau der Piste 14/32 wurden Bodenflächen mit besonders wertvollen Pflanzengemeinschaften in ein anderes Schutzgebiet verpflanzt, das nach dem Projektleiter, dem ETH-Pflanzenökologen Frank Klötzli, heute «Klötzliwiese» heisst.
Die Klimaneutralität sollte zunächst bis 2050 erreicht werden, der Flughafen gab sich jedoch 2024 die Vorgabe, dieses Ziel schon 2040 zu erreichen. 2024 betrug der CO2-Ausstoss des Flughafenbetriebs 24'000 Tonnen, rund 52 Prozent weniger als 1999. Dies lag zu einem grossen Teil am Heizkraftwerk, welches der Grund war, dass im Bereich Wärme und Treibstoffe noch 90 Prozent der Energie keine erneuerbare Energie war. Rund 300 Millionen Franken wurden für die Umstellung der Wärmeversorgung auf Erneuerbare eingeplant. Zudem wurde eine vollständige Elektrifizierung der Fahrzeugflotte geplant; 2024 fuhren 30 Prozent der Fahrzeuge mit Strom. Im 2025 verfügten 12 Gebäude über Fotovoltaikanlagen. Weitere 40 Gebäude wären für weitere Anlagen geeignet. Die Anlagen müssen am Flughafen so angebracht werden, dass keine Blendungen für Piloten oder für die Lotsen im Tower auftreten können. Versuchsweise wurde 2025 als Testanlage ein Solarzaun errichtet; die senkrecht stehenden Panels brechen die Mittagsspitzen und erzeugen den Strom besser über den Tag verteilt.

## Zwischenfälle
- Am 24. November 1951 stürzte eine Douglas DC-4 der israelischen El Al (Luftfahrzeugkennzeichen 4X-ADN) auf einem Frachtflug von Rom mit Textilien an Bord kurz vor der Landung drei Kilometer nordöstlich des Flughafens Zürich in einen Wald. Dabei kamen sechs der sieben Besatzungsmitglieder zu Tode.[113]

- Am 19. Dezember 1953 wurde eine Convair CV-240 der belgischen Sabena (OO-AWO) im Anflug auf den Flughafen Zürich 2,5 Kilometer vor der Landebahn 16 in den Boden geflogen. Bei dem Nachtanflug in schlechtem Wetter waren die Piloten weit unter den Gleitpfad geflogen. Bei diesem CFIT (Controlled flight into terrain) wurde ein Passagier getötet.[114]

- Am 24. November 1956 stürzte eine Iljuschin Il-12B der tschechoslowakischen Fluggesellschaft ČSA (OK-DBP), vermutlich wegen Triebwerksproblemen, 13 Kilometer nach dem Start vom Flughafen Zürich-Kloten, nur 500 m vom südlichen Ortsrand von Wasterkingen entfernt, in eine landwirtschaftlich genutzte Fläche. Dabei starben alle 23 Passagiere und Besatzungsmitglieder.[115][116]

- Am 18. Juni 1957 stürzte eine Douglas DC-3/C-47B-1-DL der Swissair (HB-IRK) auf einem Ausbildungsflug nahe Romanshorn in den Bodensee. Bei dem vom Flughafen Zürich-Kloten gestarteten Flugzeug kam es plötzlich zu einem Strömungsabriss; die Maschine geriet ins Trudeln und stürzte in steilem Winkel in den See. Alle 9 Besatzungsmitglieder (ein Trainingspilot und acht Flugschüler), die einzigen Insassen auf dem Trainingsflug, kamen ums Leben.[117]

- Am 10. Februar 1967 wurde eine Convair CV-440-11 der Swissair (HB-IMF) 9,5 Kilometer westlich des Startflughafens Zürich-Kloten in den Berg Lägern geflogen. Nach dem Start von der Piste 28 auf einem Trainingsflug prallte die Maschine in den wolkenverhangenen Höhenrücken. Bei diesem CFIT (Controlled flight into terrain) wurden alle vier Besatzungsmitglieder, die einzigen Insassen, getötet.[118]

- Am 18. August 1970 kam es mit einer Tupolew Tu-124V der CSA Ceskoslovenské Aerolinie (OK-TEB) auf dem Flughafen Zürich zu einer Bauchlandung. Probleme mit dem Kabinendruck während des Sinkflugs zwangen den Flugingenieur, den Druck manuell zu kontrollieren. Beim Anflug auf die Landebahn 16 befahl der Kapitän dem Flugingenieur, das Fahrwerk auszufahren, aber dieser hörte nicht darauf, da er mit dem Kabinendruck beschäftigt war. Der Landeanflug wurde fortgesetzt, die Tupolew setzte auf dem Bauch auf und rutschte 875 Meter weit über die Landebahn. Das akustische Fahrwerkswarnsystem war zu Beginn des Anflugs ausgeschaltet worden. Das Flugzeug wurde irreparabel beschädigt. Alle 20 Insassen, Besatzungsmitglieder und Passagiere, überlebten den Unfall.[119]

- Am 18. Januar 1971 wurde eine Iljuschin Il-18 der Balkan Bulgarian Airlines (LZ-BED) im Endanflug auf den Flughafen Zürich-Kloten mit der linken Tragfläche in den Boden 700 m vor der Landebahn 16 geflogen. Durch diesen CFIT (Controlled flight into terrain) 900 Meter vor der Landepiste 16 wurden sieben Crew-Mitglieder und 38 Passagiere getötet, nur ein Kind und der Flugkapitän überlebten (siehe auch Balkan-Bulgarian-Airlines-Flug 130).[120]

- Am 14. November 1990 wurde eine McDonnell Douglas DC-9-32 der Alitalia (I-ATJA) beim Unterschreiten der Mindestflughöhe während des Endanflugs auf die Landebahn 14 am Flughafen Zürich ins Gelände geflogen. Sie prallte dabei rund neun Kilometer vor der Landeschwelle in den bewaldeten Stadlerberg zwischen Weiach und Stadel bei Niederglatt. Alle 46 Insassen wurden getötet (siehe auch Alitalia-Flug 404).[121]

- Am 10. Januar 2000 stürzte eine Saab 340 der schweizerischen Crossair (HB-AKK) gut zwei Flugminuten nach dem Start von der Startbahn 28 ab. Die Maschine prallte rund fünf Kilometer vom Startbahnende entfernt in ein offenes Feld nördlich der Ortschaft Nassenwil (siehe auch Crossair-Flug 498).[122] Alle zehn Insassen wurden dabei getötet.

- Am 24. November 2001 wurde mit einer Avro RJ100 der Crossair (HB-IXM) beim Anflug auf den Flughafen Zürich die Mindestsinkflughöhe unterschritten und die Maschine ins Gelände geflogen. Bei diesem CFIT (Controlled flight into terrain) wurden von 33 Menschen an Bord 24 getötet. Die Maschine war auf dem Flug von Berlin-Tegel nach Zürich, als sie in Dunkelheit und leichtem Schneeregen ca. 5 Kilometer vor der Piste 28 Baumberührung hatte und in einen Wald flog (siehe auch Crossair-Flug 3597).[123]

- Am Abend des 20. Dezember 2001 verunglückte eine Cessna Citation V der Eagle Air Ltd. Aircharter + Taxi kurz nach dem Start durch Bodenkontakt. Bei dem Unglück kamen der Pilot sowie der Co-Pilot ums Leben.[124]

- Am 15. März 2011 erhielten zwei A320 der Swiss fast gleichzeitig die Startfreigabe auf den sich kreuzenden Pisten 16 und 28.[125] Als Reaktion auf diesen Vorfall gab das Bundesamt für Zivilluftfahrt eine umfassende Analyse der Betriebsverfahren in Auftrag.[126] Beim Gerichtsprozess wurden Messflüge zur Vermessung des Instrumentenlandesystems erwähnt, welche in diesem Zeitraum stattgefunden und für eine weitere Belastung gesorgt hatten, diese wurden nach dem Vorfall nach Möglichkeit nicht mehr tagsüber durch geführt.[127] Der Lotse wurde frei gesprochen, weil er «weder fahrlässig noch mutwillig gehandelt» habe.[128]

- Am 15. Juni 2022 wurden vorübergehend alle Starts und Landungen eingestellt, da es ein Problem bei der Flugsicherung Skyguide gab. Der Flughafen Genf war ebenfalls von der Störung betroffen.[129]

## Flughafen Zürich in Zahlen

### Wirtschaftliche Bedeutung
Regelmässig werden Studien erstellt zur wirtschaftlichen Bedeutung des Flughafens. Der Mitautor Martin Eichler einer solchen Studie sagte am 13. Juni 2023 am Schweizer Radio, Erreichbarkeit sei für eine innovative Wirtschaft, wie es die Schweizer Wirtschaft sei, wichtig und gleichzeitig ein Standortvorteil. Auch KMU's könnten so selbst ohne Vertretungen vor Ort weltweit ihre Kunden gut erreichen. Von den Touristen, welche die Schweiz besuchen, käme jeder Fünfte am Flughafen Zürich an.
Im Jahr 2024 verbanden 68 Fluggesellschaften den Flughafen Zürich mit 198 Städten in 74 Ländern. Im Dezember 2024 wurde die Anzahl der Vor-Pandemie-Fluggäste übertroffen mit 2'372'643 Passagieren in diesem Monat.

### Passagiere und Flugbewegungen

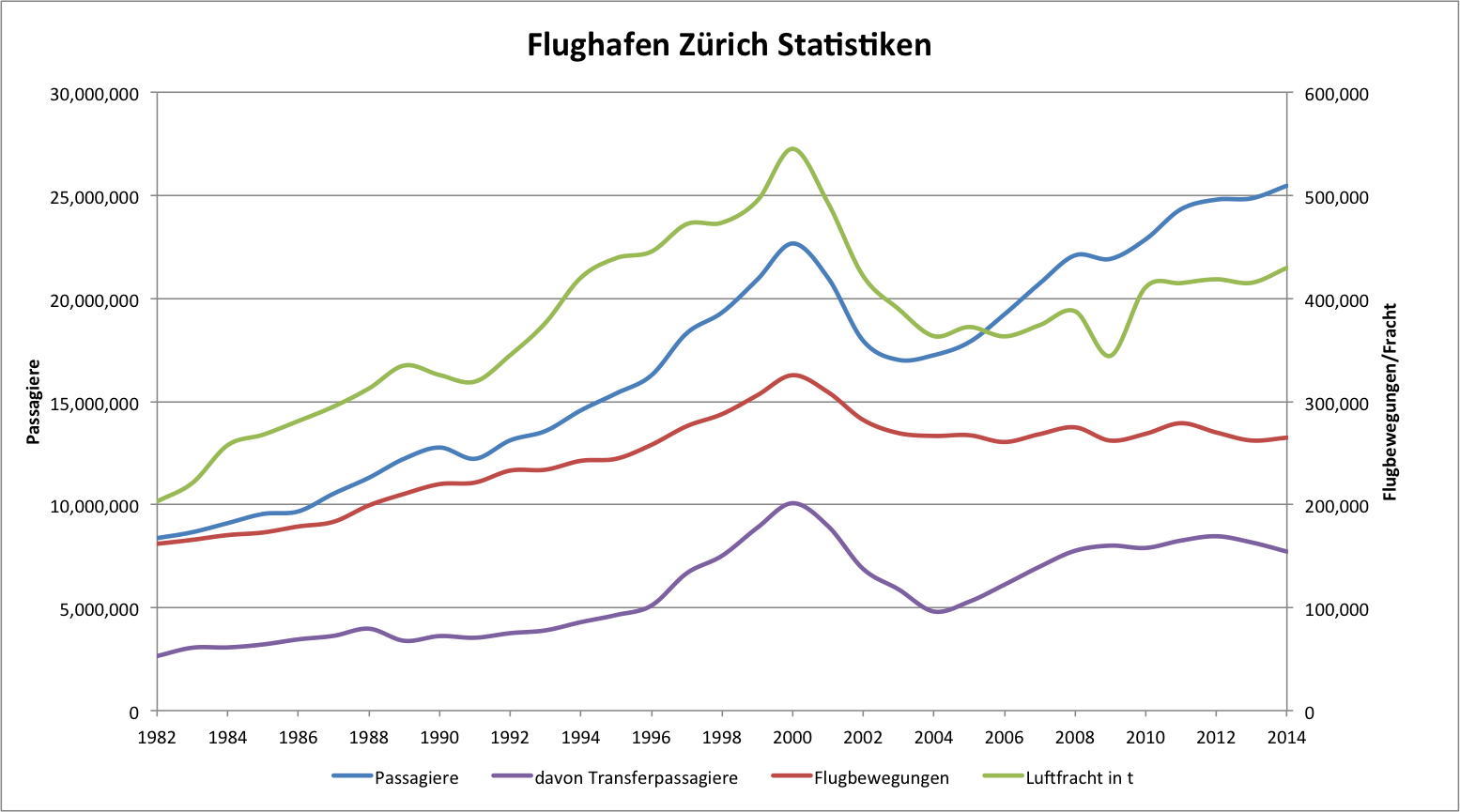
Statistiken zum Flughafen Zürich von 1982 bis 2014 zu Passagier-, Transferpassagier- und Frachtvolumina sowie Flugbewegungen

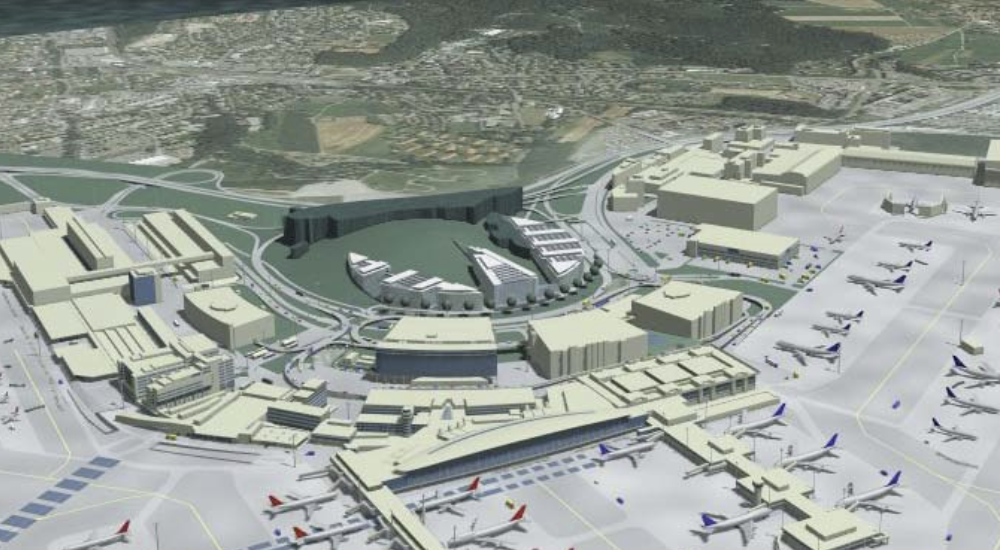
Modell des Flughafens

Mit rund 31,5 Millionen Passagieren hatte der Flughafen Zürich im Jahr 2019 eine Rekordzahl erreicht, bevor aufgrund der COVID-19-Pandemie der Flugverkehr während längerer Zeit Einbussen erlitt. Im Jahr 2025 wurden höhere Fluggast-Zahlen erreicht als vor der Pandemie, schon im ersten Halbjahr wurde ein neuer Halbjahresrekord verzeichnet.
| Jahr | Passagiere    | Flugbewegungen | Sitzladefaktor | Frachtvolumen | Post     |
| ---- | ------------- | -------------- | -------------- | ------------- | -------- |
| 1950 | 157'709       | 15'372         |                |               |          |
| 1960 | 1'226'871     | 49'272         |                |               |          |
| 1970 | 4'160'234     | 96'570         |                |               |          |
| 1980 | 7'627'650     | 118'394        |                |               |          |
| 1985 | 9'103'802     | 128'148        |                |               |          |
| 1990 | 12'278'088    | 172'471        |                |               |          |
| 1995 | 14'926'943    | 208'851        |                |               |          |
| 2000 | 22'450'494    | 291'044        |                |               |          |
| 2001 | 20'818'271    | 274'234        |                |               |          |
| 2002 | 17'789'551    | 282'154        | 64,1 %         | 421'811 t     | 22'990 t |
| 2003 | 17'024'937    | 269'392        | 64,8 %         | 389'843 t     | 21'650 t |
| 2004 | 17'252'906    | 266'660        | 65,1 %         | 363'537 t     | 22'963 t |
| 2005 | 17'884'652    | 267'363        | 66,7 %         | 372'415 t     | 21'475 t |
| 2006 | 19'237'216    | 260'786        | 69,8 %         | 363'325 t     | 22'853 t |
| 2007 | 20'739'113    | 268'476        | 70,1 %         | 374'264 t     | 25'343 t |
| 2008 | 22'099'233    | 274'991        | 70,6 %         | 387'671 t     | 32'172 t |
| 2009 | 21'926'872    | 262'121        | 71,6 %         | 344'415 t     | 28'662 t |
| 2010 | 22'878'251    | 268'765        | 72,9 %         | 411'037 t     |          |
| 2011 | 24'337'954    | 279'001        | 72,8 %         | 415'035 t     |          |
| 2012 | 24‘802‘390    | 270‘027        | 74,4 %         | 418‘751 t     | 35'606 t |
| 2013 | 24'865'138    | 262'227        | 75.1 %         | 415‘362 t     | 37'062 t |
| 2014 | 25'477'662    | 264'970        | k. A.          | 429'830 t     | 34'345 t |
| 2015 | 26'281'228    | 265'095        | k. A.          | 411'780 t     | 27'981 t |
| 2016 | 27'666'428    | 269'160        | 75.8 %         | 433'577 t     | 31'282 t |
| 2017 | 29'396'094    | 270'453        | 77.3 %         | 490'452 t     | 30’690 t |
| 2018 | 31'113'488    | 278'458        | 77.9 %         | 493'222 t     | 26’213 t |
| 2019 | 31’507’692    | 275’329        | 78.3 %         | 451’827 t     | 27’007 t |
| 2020 | 8'341'047     | 111'328        | 61.2 %         | 291'163 t     | 13'882 t |
| 2021 | 10'228'755    | 132'600        | 63.9 %         | 393'062 t     | 12'533 t |
| 2022 | 22'561'132    | 216'585        | 77 %           | 422'153 t     | k. A.    |
| 2023 | 28'885'506    | 247'456        |                | 377'998 t     | k. A.    |
| 2024 | 31'200'000ca. | 261'103        |                | 436'032       | k. A.    |

### Flugziele und Fluggesellschaften
| Jahr | Flugziele im Linienverkehr | Länder | Fluggesellschaften | Charter-/Sonderflug- gesellschaften* |
| ---- | -------------------------- | ------ | ------------------ | ------------------------------------ |
| 2002 | 142                        | 71     | 61                 | 48                                   |
| 2003 | 143                        | 69     | 67                 | 41                                   |
| 2004 | 146                        | 70     | 77                 | 42                                   |
| 2005 | 148                        | 88     | 78                 | 42                                   |
| 2006 | 151                        | 63     | 73                 | 30                                   |
| 2007 | 159                        | 64     | 72                 | 28                                   |
| 2008 | 174                        | 65     | 67                 | 22                                   |
| 2009 | 178                        | 67     | 65                 | 13                                   |
| 2010 | 179                        | 70     | 68                 | 18                                   |
| 2011 | 196                        | 67     | 70                 | 15                                   |
| 2012 | 188                        | 66     | 65                 | 13                                   |
| 2013 | 184                        | 64     | 61                 | 12                                   |
| 2014 | 186                        | 62     | 61                 | 15                                   |
| 2015 | 169                        | 60     | 59                 | 15                                   |
| 2016 | 178                        | 65     | 68                 | k. A.                                |
| 2017 | 185                        | 66     | 72                 | k. A.                                |
| 2018 | 206                        | 68     | 77                 | k. A.                                |
| 2019 | 203                        | 69     | 77                 | k. A.                                |

* Charter-/Sonderfluggesellschaften mit mehr als fünf Landungen im Jahr

### Top 5 Airlines
| Jahr | Nach Passagierzahlen (Marktanteil in Prozent) | Nach Passagierzahlen (Marktanteil in Prozent) | Nach Passagierzahlen (Marktanteil in Prozent) | Nach Passagierzahlen (Marktanteil in Prozent) | Nach Passagierzahlen (Marktanteil in Prozent) |
| Jahr | 1.                                            | 2.                                            | 3.                                            | 4.                                            | 5.                                            |
| ---- | --------------------------------------------- | --------------------------------------------- | --------------------------------------------- | --------------------------------------------- | --------------------------------------------- |
| 2002 | SWISS (47,1 %)                                | Crossair (8,3 %)                              | Swissair (4,7 %)                              | Lufthansa (4,3 %)                             | Edelweiss (3,4 %)                             |
| 2003 | SWISS (56,3 %)                                | Lufthansa (4,2 %)                             | Edelweiss (2,8 %)                             | British Airways (2,6 %)                       | easyJet (2,5 %)                               |
| 2004 | SWISS (47,9 %)                                | Lufthansa (4,8 %)                             | Air Berlin (3,1 %)                            | Edelweiss (2,9 %)                             | British Airways (2,4 %)                       |
| 2005 | SWISS (50,6 %)                                | Lufthansa (4,5 %)                             | Air Berlin (3,9 %)                            | British Airways (2,7 %)                       | Helvetic Airways (2,6 %)                      |
| 2006 | SWISS (53,6 %)                                | Lufthansa (5,0 %)                             | Air Berlin (5,0 %)                            | Edelweiss (2,8 %)                             | British Airways (2,7 %)                       |
| 2007 | SWISS (55,0 %)                                | Air Berlin (5,4 %)                            | Lufthansa (4,7 %)                             | British Airways (2,4 %)                       | Edelweiss (2,2 %)                             |
| 2008 | SWISS (56,3 %)                                | Air Berlin (6,5 %)                            | Lufthansa (3,6 %)                             | Edelweiss (2,3 %)                             | British Airways (1,8 %)                       |
| 2009 | SWISS (59,0 %)                                | Air Berlin (6,8 %)                            | Lufthansa (4,3 %)                             | British Airways (2,1 %)                       | Edelweiss (1,9 %)                             |
| 2010 | SWISS (56,2 %)                                | Air Berlin (6,9 %)                            | Edelweiss (3,6 %)                             | Lufthansa (3,5 %)                             | British Airways (2,0 %)                       |
| 2011 | SWISS (55,9 %)                                | Air Berlin (6,7 %)                            | Edelweiss (3,9 %)                             | Lufthansa (3,8 %)                             | British Airways (1,6 %)                       |
| 2012 | SWISS (56,3 %)                                | Air Berlin (6,1 %)                            | Edelweiss (3,8 %)                             | Lufthansa (3,6 %)                             | British Airways (1,7 %)                       |
| 2013 | SWISS (56,8 %)                                | Air Berlin (5,5 %)                            | Edelweiss (3,7 %)                             | Lufthansa (3,6 %)                             | British Airways (1,7 %)                       |
| 2014 | SWISS (55,4 %)                                | Air Berlin (5,6 %)                            | Edelweiss (4,0 %)                             | Lufthansa (2,8 %)                             | British Airways (2,2 %)                       |
| 2015 | SWISS (55 %)                                  | Air Berlin (6 %)                              | Edelweiss (5 %)                               | Germanwings (3 %)                             | Lufthansa (2 %)                               |
| 2016 | SWISS (53 %)                                  | Air Berlin (6 %)                              | Edelweiss (5 %)                               | Lufthansa (2 %)                               | Germanwings (2 %)                             |
| 2017 | SWISS (52 %)                                  | Edelweiss (6 %)                               | Air Berlin (4 %)                              | Eurowings (3 %)                               | easyJet (2 %)                                 |
| 2018 | SWISS (53 %)                                  | Edelweiss (8 %)                               | easyJet (3 %)                                 | Eurowings (3 %)                               | British Airways (2 %)                         |
| 2019 | SWISS (54 %)                                  | Edelweiss (9 %)                               | easy Jet (3 %)                                | Eurowings (3 %)                               | British Airways (2 %)                         |

| Jahr | Nach Flugbewegungen (Marktanteil in Prozent)     | Nach Flugbewegungen (Marktanteil in Prozent)     | Nach Flugbewegungen (Marktanteil in Prozent)     | Nach Flugbewegungen (Marktanteil in Prozent)     | Nach Flugbewegungen (Marktanteil in Prozent)     |
| Jahr | 1.                                               | 2.                                               | 3.                                               | 4.                                               | 5.                                               |
| ---- | ------------------------------------------------ | ------------------------------------------------ | ------------------------------------------------ | ------------------------------------------------ | ------------------------------------------------ |
| 2002 | SWISS (48,4 %)                                   | Crossair (12,2 %)                                | Lufthansa (7,8 %)                                | Swissair (2,5 %)                                 | Air France (2,4 %)                               |
| 2003 | SWISS (58,5 %)                                   | Lufthansa (7,0 %)                                | Air France (2,5 %)                               | British Airways (2,3 %)                          | SAS (1,7 %)                                      |
| 2004 | SWISS (48,2 %)                                   | Lufthansa (7,0 %)                                | Helvetic Airways (3,4 %)                         | Air France (2,6 %)                               | Air Berlin (2,3 %)                               |
| 2005 | SWISS (47,9 %)                                   | Lufthansa (7,0 %)                                | Helvetic Airways (4,0 %)                         | Air Berlin (3,1 %)                               | Air France (2,6 %)                               |
| 2006 | SWISS (51,3 %)                                   | Lufthansa (6,8 %)                                | Air Berlin (4,2 %)                               | Air France (2,7 %)                               | Helvetic Airways (2,6 %)                         |
| 2007 | Fehlerhafte Publikation im Geschäftsbericht 2007 | Fehlerhafte Publikation im Geschäftsbericht 2007 | Fehlerhafte Publikation im Geschäftsbericht 2007 | Fehlerhafte Publikation im Geschäftsbericht 2007 | Fehlerhafte Publikation im Geschäftsbericht 2007 |
| 2008 | SWISS (52,9 %)                                   | Lufthansa (6,3 %)                                | Air Berlin (5,3 %)                               | Air France (3,1 %)                               | British Airways (2,3 %)                          |
| 2011 | SWISS (54,6 %)                                   | Air Berlin (5,6 %)                               | Lufthansa (5,2 %)                                | Edelweiss (2,7 %)                                | k. A.                                            |
| 2017 | SWISS (53,5 %)                                   | Edelweiss (4,5 %)                                | Air Berlin (4,0 %)                               | Eurowings (3,1 %)                                | k. A.                                            |
| 2018 | SWISS (53,9 %)                                   | Edelweiss (5,9 %)                                | Easyjet (3,4 %)                                  | Eurowings (3,4 %)                                | k. A.                                            |

### Frequenzen des Flugfunks
Der Flugfunkverkehr am Zürcher Flughafen erfolgt über die folgenden Frequenzen:
- Zurich Arrival West (Anflugkontrolle West) 118,005 MHz
- Zurich Arrival East (Anflugkontrolle Ost) 135,230 MHz
- Zurich Final (Endanflugkontrolle bei viel Verkehr) 125,330 MHz
- Zurich Departure (Abflugkontrolle) 125,955 MHz
- Zurich Tower 118,100 MHz
- Zurich Tower (ADC 2) 120,230 MHz
- Zurich Apron North (Bodenkontrolle nördlich von Piste 28) 121,855 MHz
- Zurich Apron South (Bodenkontrolle südlich von Piste 28) 121,755 MHz
- Zurich Ground (zusätzliche Bodenkontrolle) 121,905 MHz
- Zurich Delivery (Streckenfreigaben) 121,930 MHz
- Zurich ATIS Arrival (Endlosband mit relevanten Informationen für Anflüge) 125,725 MHz
- Zurich ATIS Departure (Endlosband mit relevanten Informationen für Abflüge) 129,000 MHz
- Zurich VOLMET (Wetterbericht) 127,205 MHz

Der Flugfunk wird auch ins Internet gestreamt.
Neue Frequenzen aller Position bis auf Zurich Tower. Die Europäische Kommission hat Anforderungen bezüglich des Sprachabstandes für den europäischen Luftraum bekannt gegeben. Die Verordnung beschreibt europaweit eine Vorgehensweise zur Einführung eines 8,33 kHz-Frequenzrasters für den VHF-Flugfunk.

## Klima
Die Jahresmitteltemperatur für die Normalperiode 1991–2020 beträgt 9,8 °C, wobei im Januar mit 0,9 °C die kältesten und im Juli mit 19,2 °C die wärmsten Monatsmitteltemperaturen gemessen werden. Im Mittel sind hier rund 94 Frosttage und 16 bis 17 Eistage zu erwarten. Sommertage gibt es im Jahresmittel rund 53, während im Schnitt zwischen 11 und 12 Hitzetage zu verzeichnen sind.
|                        | Jan  | Feb  | Mär  | Apr  | Mai  | Jun  | Jul  | Aug  | Sep  | Okt  | Nov | Dez  |   |       |
| Mittl. Temperatur (°C) | 0,9  | 1,6  | 5,6  | 9,6  | 13,8 | 17,4 | 19,2 | 18,7 | 14,4 | 9,9  | 4,7 | 1,6  | ⌀ | 9,8   |
| Mittl. Tagesmax. (°C)  | 3,8  | 5,7  | 10,9 | 15,5 | 19,5 | 23,2 | 25,2 | 24,8 | 19,9 | 14,3 | 8,0 | 4,3  | ⌀ | 14,6  |
| Mittl. Tagesmin. (°C)  | −2,3 | −2,6 | 0,2  | 3,4  | 7,7  | 11,4 | 13,2 | 12,9 | 9,1  | 5,6  | 1,3 | −1,4 | ⌀ | 4,9   |
|                        |      |      |      |      |      |      |      |      |      |      |     |      |   |       |
| Niederschlag (mm)      | 65   | 56   | 65   | 70   | 110  | 102  | 116  | 108  | 80   | 82   | 74  | 80   | Σ | 1008  |
|                        |      |      |      |      |      |      |      |      |      |      |     |      |   |       |
| Sonnenstunden (h/d)    | 1,6  | 2,9  | 4,5  | 5,9  | 6,3  | 7,2  | 7,7  | 7,1  | 5,3  | 3,0  | 1,6 | 1,2  | ⌀ | 4,5   |
|                        |      |      |      |      |      |      |      |      |      |      |     |      |   |       |
| Regentage (d)          | 9,8  | 8,8  | 9,6  | 9,7  | 11,5 | 11,1 | 11,2 | 11,4 | 9,0  | 10,2 | 9,9 | 10,9 | Σ | 123,1 |
|                        |      |      |      |      |      |      |      |      |      |      |     |      |   |       |
| Luftfeuchtigkeit (%)   | 83   | 79   | 73   | 69   | 72   | 72   | 71   | 74   | 79   | 84   | 86  | 85   | ⌀ | 77,2  |

| −2,3 |

| −2,6 |

| 0,2 |

| 3,4 |

| 7,7 |

| 11,4 |

| 13,2 |

| 12,9 |

| 9,1 |

| 5,6 |

| 1,3 |

| −1,4 |

| −2,3 |

| −2,6 |

| 0,2 |

| 3,4 |

| 7,7 |

| 11,4 |

| 13,2 |

| 12,9 |

| 9,1 |

| 5,6 |

| 1,3 |

| −1,4 |